# Potsdamer Platz
Der Potsdamer Platz ist ein platzartiger Verkehrsknotenpunkt in den Berliner Ortsteilen Mitte und Tiergarten im Bezirk Mitte zwischen der Historischen Mitte und der City West. Als Doppelplatzanlage schließt er sich westlich an den Leipziger Platz an.
Beim Bau der Berliner Zoll- und Akzisemauer wurde 1734 das Potsdamer Tor errichtet. Dort begann ab dem späten 18. Jahrhundert die Berlin-Potsdamer Chaussee (später Potsdamer Straße), die ein wichtiges Glied im Netz der Preußischen Staatschausseen war. Die westlich des Tores liegende Grünanlage, der Platz vor dem Potsdamer Thor, erhielt 1831 seinen heutigen Namen.
Mit dem Potsdamer Fernbahnhof, dem U-Bahnhof sowie den zahlreichen Straßenbahn- und Omnibuslinien war der Potsdamer Platz bis zum Ende des Zweiten Weltkriegs einer der verkehrsreichsten Plätze Europas und erhielt daher bereits Ende 1924 mit dem Verkehrsturm eine der ersten Ampel-Anlagen auf dem Kontinent. In den ersten 40 Jahren des 20. Jahrhunderts waren der Platz und die von ihm ausgehenden Straßen ein beliebter Treffpunkt der politischen, sozialen und kulturellen Szene Berlins.
Nach Kriegsende bildete der Potsdamer Platz ein „Dreiländereck“ zwischen dem sowjetischen, dem britischen sowie dem amerikanischen Sektor im geteilten Berlin. Ab August 1961 verlief die Berliner Mauer über den Platz, der die folgenden fast drei Jahrzehnte ein randständiges Dasein als innerstädtische Brache fristete. Nach der Maueröffnung am 9. November 1989 stellte sich eine neue Situation ein: Am 12. November frühmorgens wurde am Potsdamer Platz ein Stück der Mauer abgeräumt und ein provisorischer Grenzübergang geschaffen.
Das an der historischen Straßenführung nach 1990 neu bebaute Terrain zählt zu den markantesten Orten der Stadt und ist ein touristischer Anziehungspunkt. Die Bebauung des Potsdamer Platzes gilt als einer der bedeutendsten Bebauungen der 1990er Jahre. Für die Bebauung wurden bedeutende Architekten von Weltrang gewonnen, so haben u. a. David Chipperfield, Giorgio Grassi, Helmut Jahn, Hans Kollhoff, Rafael Moneo, Arata Isozaki, Renzo Piano, Richard Rogers hier Bauwerke errichtet.

## Geschichte

### Vorgeschichte

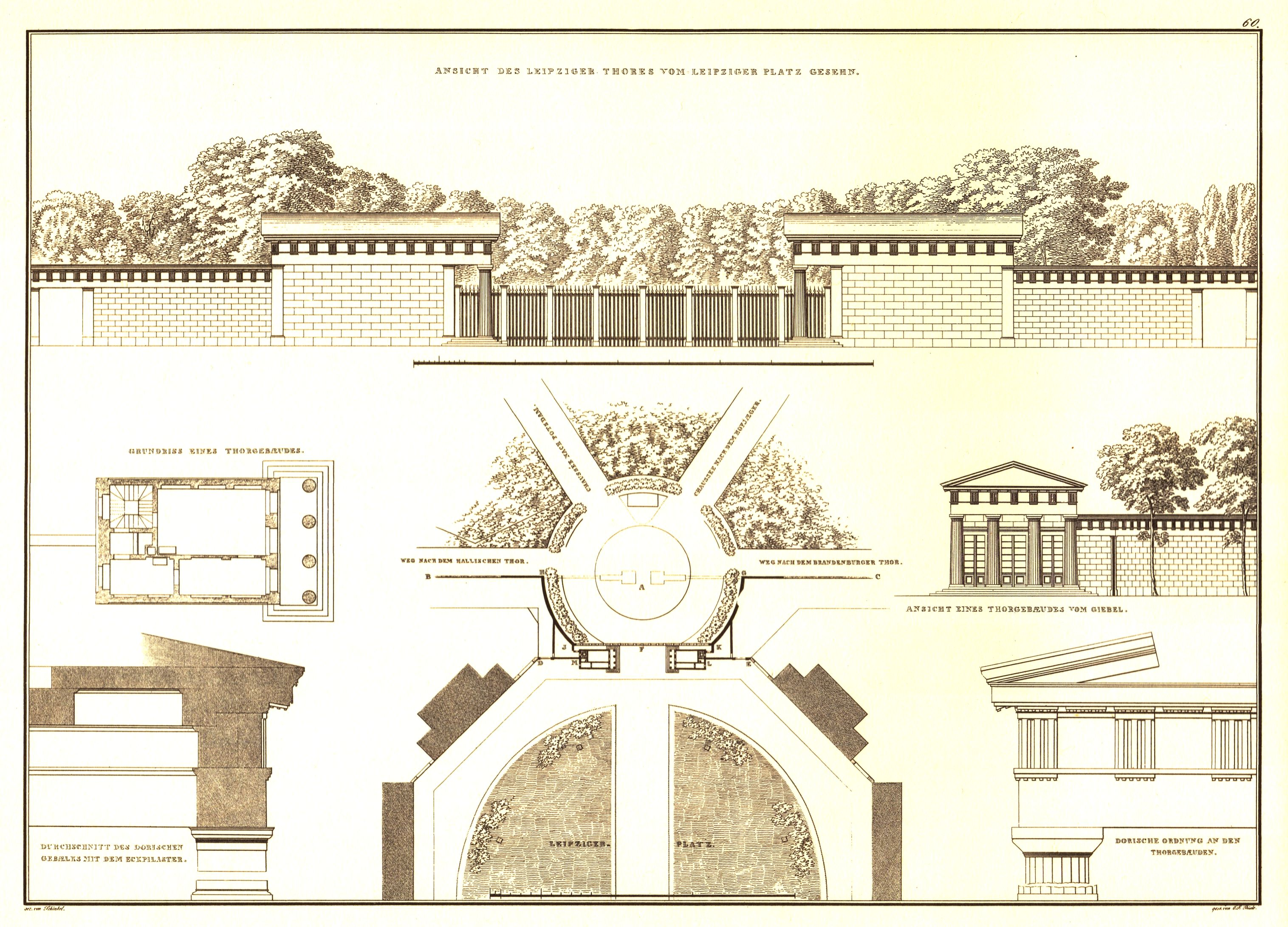
Leipziger Thor (Potsdamer Tor) vom Leipziger Platz aus gesehen, Zeichnung von Schinkel

Das Potsdamer Tor übernahm die Funktion des 1738 abgerissenen Leipziger Tores im Südwesten von Berlin und wurde daher lange Zeit synonym auch als Neues Leipziger Tor bezeichnet. Es war eines von vierzehn Toren in der bis 1737 fertiggestellten Berliner Akzisemauer. Westlich des Tores trafen fünf Straßen und Wege strahlenförmig zusammen. Die wichtigste Verbindung war die zum Neuen Garten bei Potsdam, der Sommerresidenz von König Friedrich Wilhelm II. Von 1788 bis 1795 wurde die Berlin-Potsdamer Chaussee angelegt, eine der ersten Kunststraßen im Königreich Preußen. Nach Plänen des königlichen Baumeisters Karl Friedrich Schinkel wurde 1824 das baufällige alte Potsdamer Stadttor durch zwei Torhäuser im klassizistischen Stil ersetzt. Auch nach dem Abriss der Akzisemauer 1867 blieben die beiden „Schinkel“ stehen und prägten den Platz bis zum Ende des Zweiten Weltkriegs.

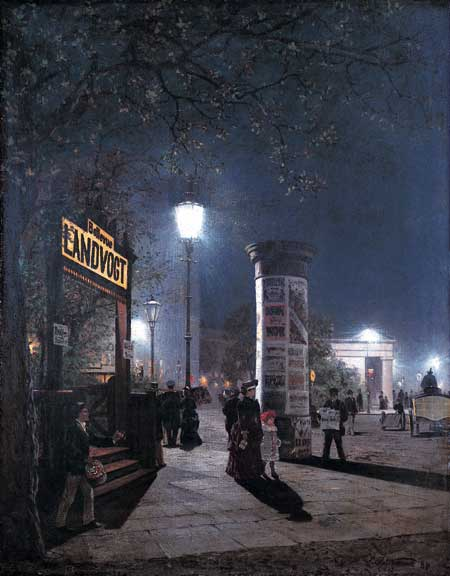
1882 installierte erste elektrische Straßenbeleuchtung mit Kohlebogenlampen;
Gemälde von Carl Saltzmann, 1884

Der damals noch am Stadtrand gelegene Potsdamer Platz wurde 1838 mit dem Bau des ersten Potsdamer Bahnhofs für die Berlin-Potsdamer Eisenbahn und der Eröffnung der Verbindungsbahn im Jahr 1850 (1871 wieder eingestellt) Zug um Zug zu einem großstädtischen Umschlagplatz für Menschen und Waren, weiter verstärkt vom Vorortverkehr über die beiden 1891 gebauten Seitenbahnhöfe der Wannsee- bzw. Ringbahn. In der Belle Époque nach der Reichsgründung 1871 eröffneten rund um den Platz neue Hotels und gastronomische Betriebe, darunter an der Einmündung der Königgrätzer Straße das Hotel Fürstenhof und an der Westseite des Potsdamer Platzes mit direktem Blick in die Leipziger Straße der Literaten- und Künstlertreffpunkt Café Josty. Auf der Nordseite (Potsdamer Platz 1) eröffnete 1888 das Grand Hotel Bellevue, auch Thiergarten Hotel bzw. Hotel Du Parc genannt, und östlich gegenüber am Leipziger Platz 18 hinter dem nördlichen Torhaus schließlich 1893 das Palast Hotel.
Im Herbst 1882 ging die von Siemens & Halske gelieferte erste elektrische Straßenbeleuchtung Berlins in Betrieb. Zusammen waren es 36 Kohlebogenlampen, die vom Potsdamer Platz über die Leipziger Straße bis zur Friedrichstraße das bis dahin verwendete Gaslicht ersetzten.

### 1896–1945

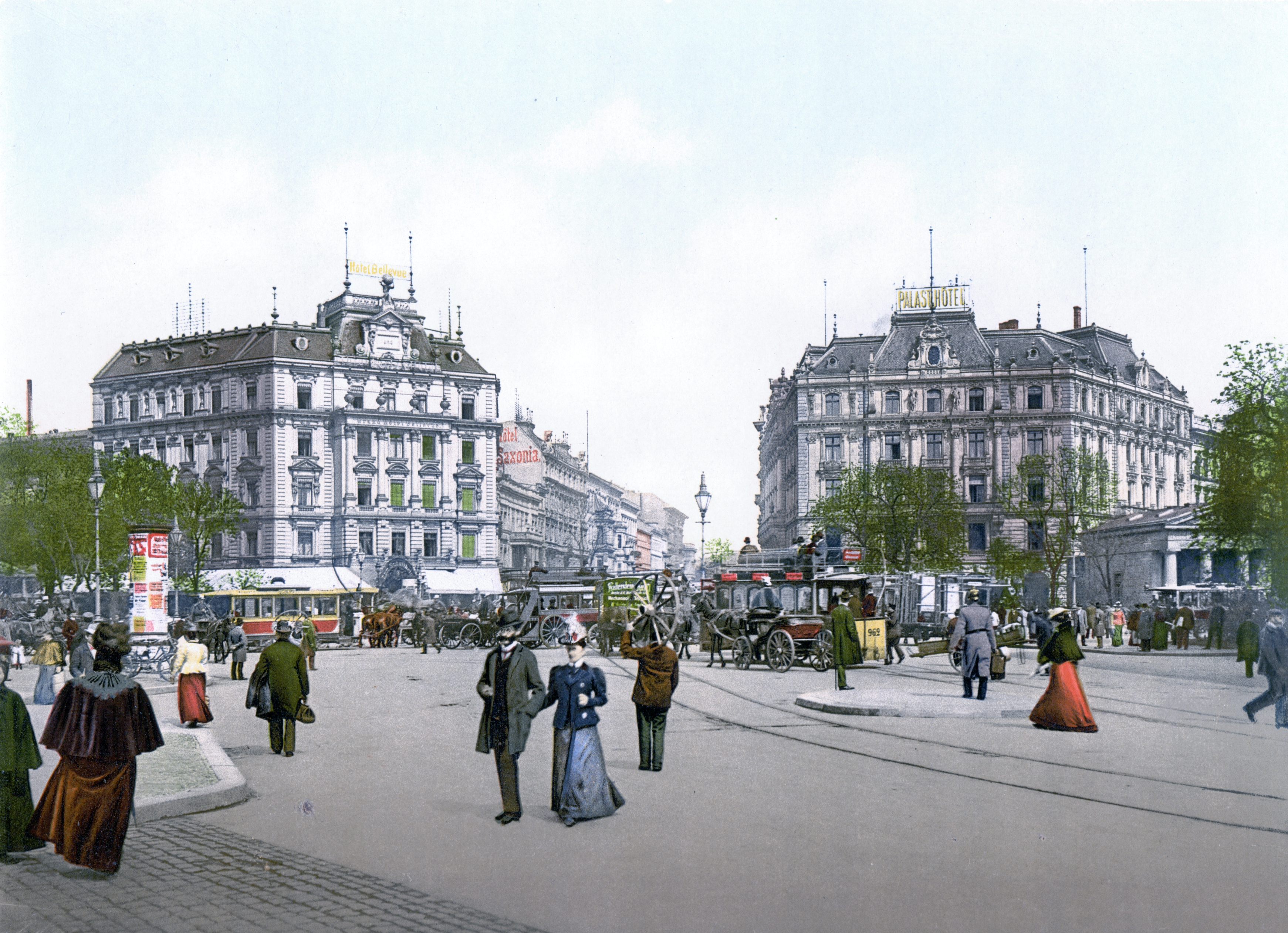
Nordseite um 1900: Einmündung der Königgrätzer Straße (seit 1957: Ebertstraße) mit Grand-Hotel Bellevue links und Palast Hotel rechts (Photochromdruck)

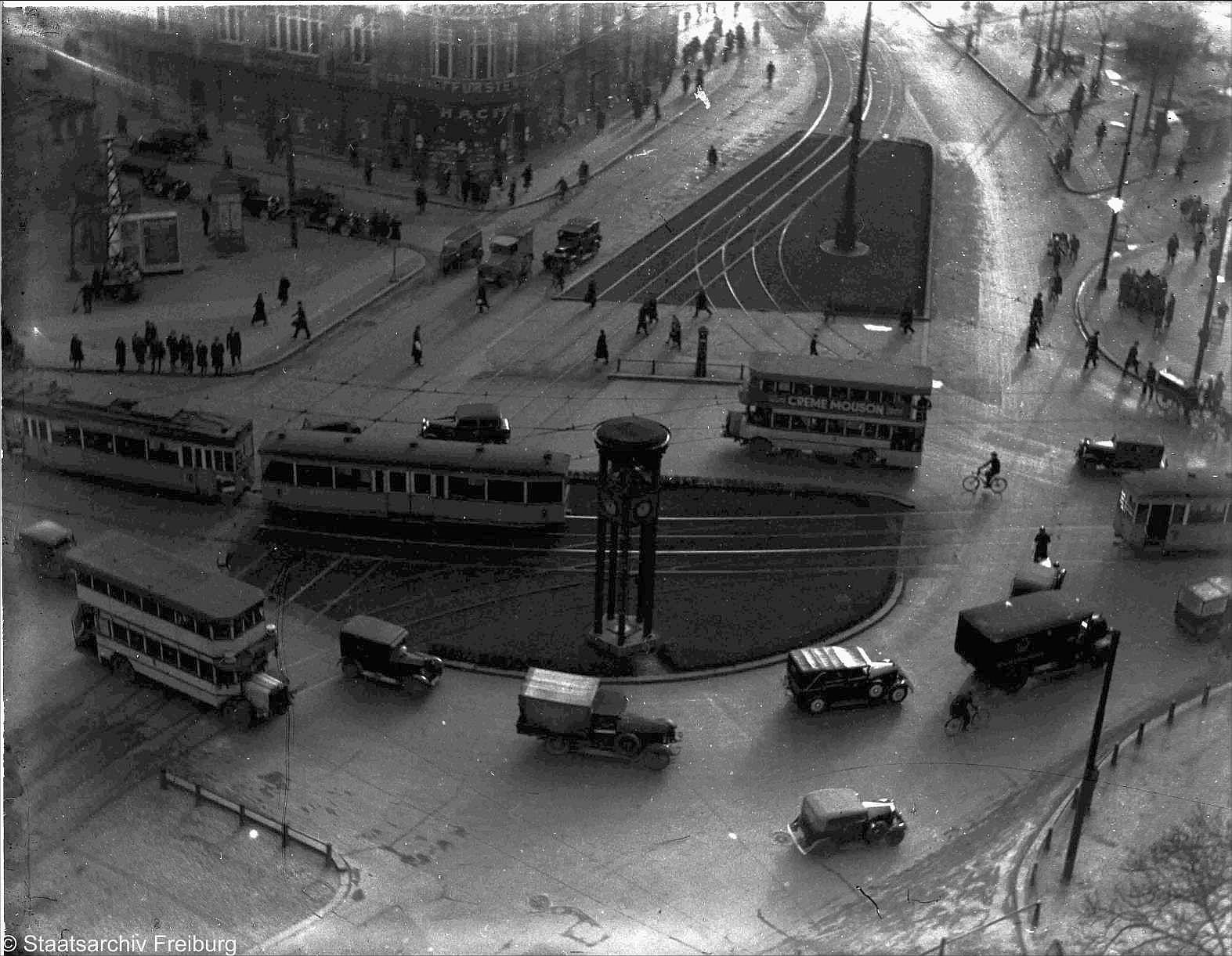
1935: Blick vom Columbushaus nach Süden auf den Potsdamer Platz, kurz vor Beginn der Bauarbeiten für den unterirdischen S-Bahnhof

Bis zum Ersten Weltkrieg etablierten sich weitere Betriebe rund um den Platz und in der näheren Umgebung. Zum Besuchermagneten wurde das von 1896 bis 1906 an der nordöstlichen Seite des Leipziger Platzes auf 27.000 m² Grundstücksfläche nach Plänen von Alfred Messel in drei Bauabschnitten errichtete Kaufhaus Wertheim, für das Heinrich Schweitzer 1911/1912 noch eine Erweiterung schuf.
Eine weitere Verkehrsanbindung bildete ab 1902 der U-Bahnhof Potsdamer Platz, eine der ersten Stationen der Berliner U-Bahn, deren erste Linie von dort nach Süden zum U-Bahnhof Gleisdreieck führte.
Am 1. April 1905 veröffentlichte das Berliner Tageblatt die Idee eines Frankfurter Ingenieurs zur „Lösung der Potsdamer-Platz-Frage“ (Verkehrsschwierigkeiten) durch den Bau einer großen Drehscheibe auf Platzniveau. Das scheint ein intelligenter Aprilscherz gewesen zu sein.

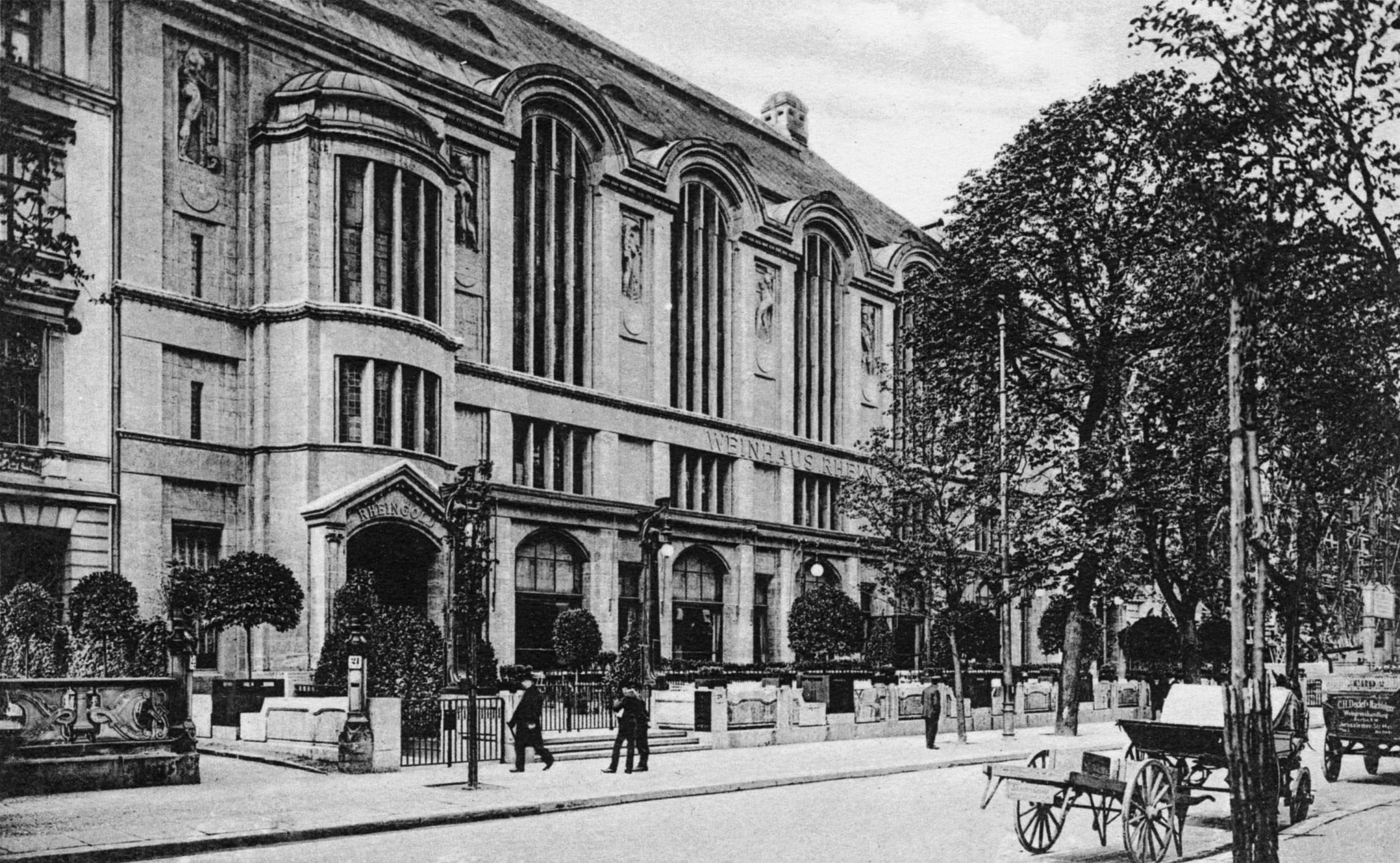
Weinhaus Rheingold, Ansicht von der Bellevuestraße um 1907

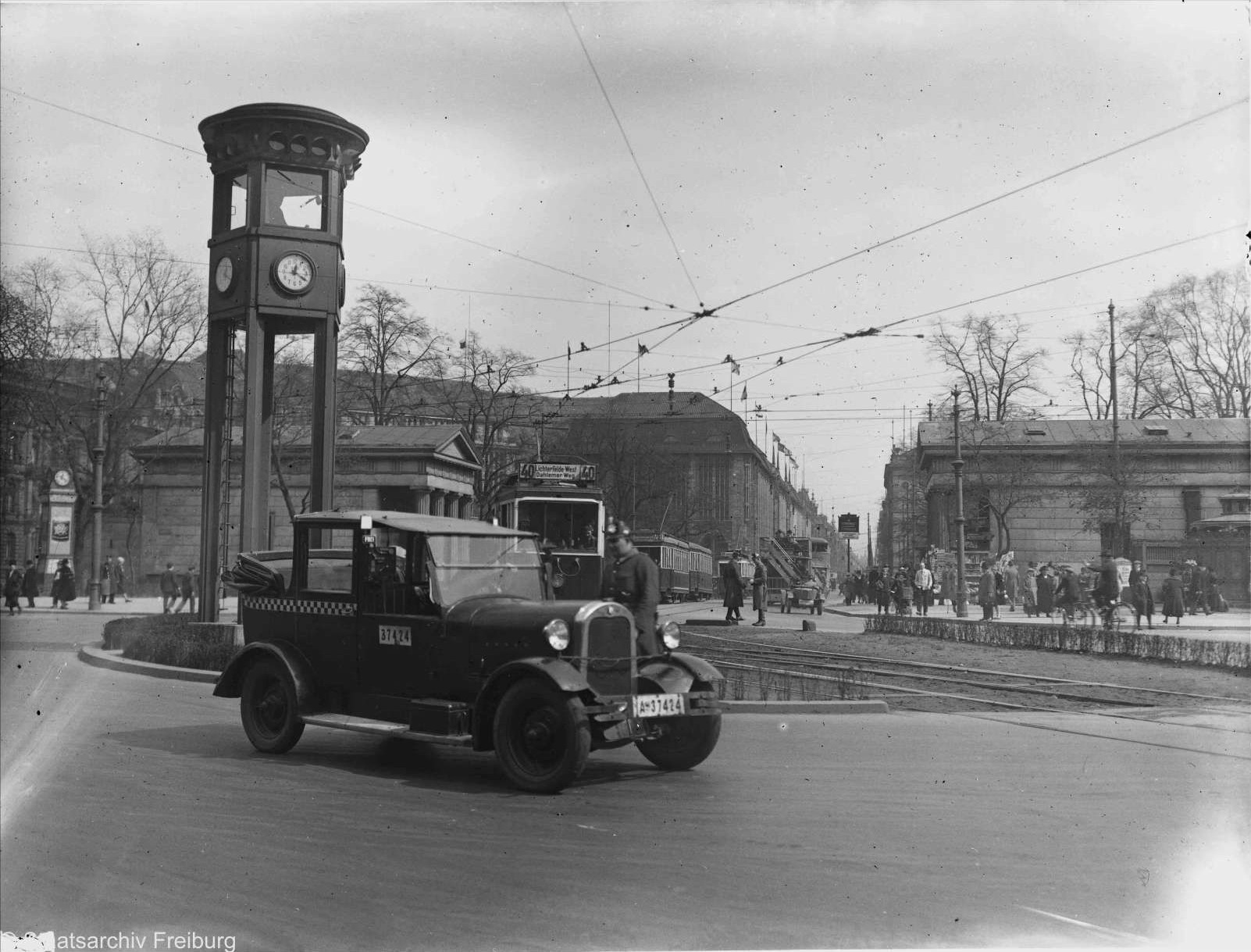
1927: Verkehrsturm am Potsdamer Platz, im Hintergrund zwischen den beiden Torhäusern ist das Kaufhaus Wertheim an der Leipziger Straße zu sehen.

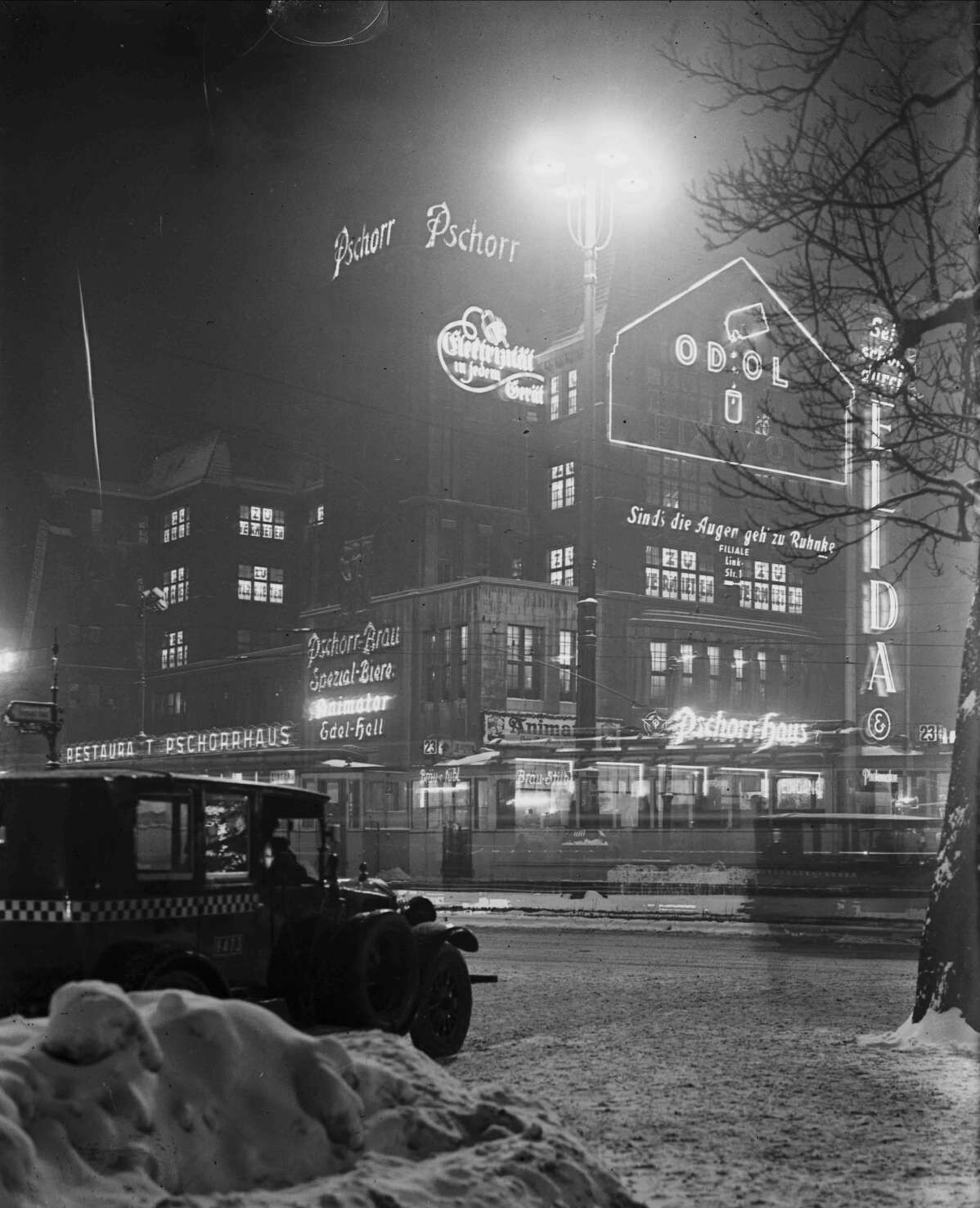
1928: Pschorr-Haus bei Nacht.
Die ELIDA-Leuchtreklame gehört zum Telschow-Haus an der Potsdamer Straße.

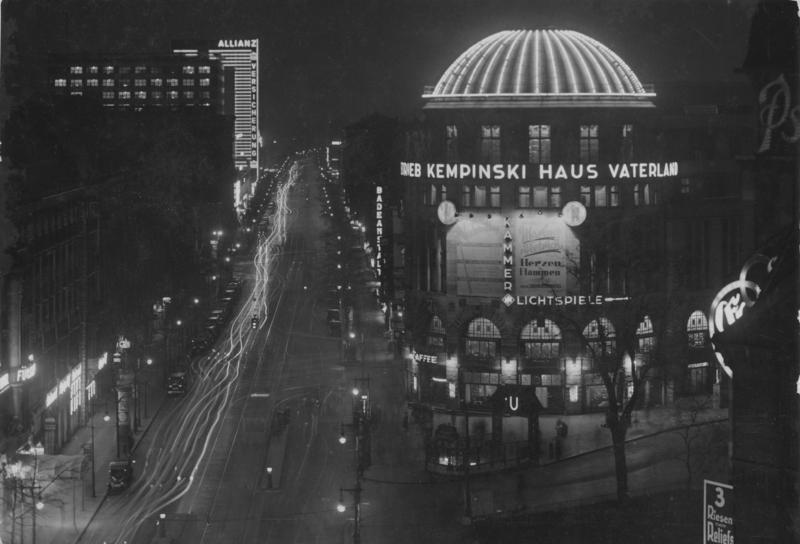
1932: Nächtlicher Blick vom Potsdamer Platz nach Südosten in die Stresemannstraße mit dem Haus Vaterland; links vorn im Dunkel das Hotel Fürstenhof, weiter hinten das gerade fertiggestellte Europahaus mit Allianz-Leuchtreklame

Als zentrumsnaher Dreh- und Angelpunkt entwickelte sich die Gegend um den Potsdamer Platz zu einem großstädtischen Amüsierviertel. Während hier tagsüber Angestellte, Sekretärinnen und Geschäftsleute zu ihren Arbeitsstätten eilten oder Touristen flanierten, bestimmten nachts Amüsierwillige, Varietébesucher und Prostituierte das Bild. Obwohl die Ausübung der Prostitution im Berlin des Kaiserreichs strengstens untersagt war, entstand seit Beginn des 20. Jahrhunderts rund um den Platz ein Rotlichtmilieu. Diese Seite des Potsdamer Platzes ist durch das Gemälde des expressionistischen Künstlers Ernst Ludwig Kirchner, Potsdamer Platz, 1914 bekannt geworden, das zwei mondän gekleidete Frauen sowie eine Reihe weiterer Personen vor einem Nachtleben-Hintergrund inszeniert.
Unmittelbar hinter dem Gebäude des Cafés Josty an der Westseite (Potsdamer Platz 2 bzw. Bellevuestraße 21/22) wurde von 1905 bis 1907 in dem Komplex Bellevuestraße 19/20 und Potsdamer Straße 3 (Nr. 8 ab 1937) das Weinhaus Rheingold gebaut, ein Großrestaurant des Aschinger-Konzerns mit Platz für bis zu 4000 Gäste.
Im Anschluss entstand direkt daneben an der Potsdamer Straße 4 (Nr. 10 ab 1937) in den Jahren 1907/1908 nach Plänen des Architekten Otto Stahn ein später Vox-Haus genannter Stahlskelettbau, der mit einer gemauerten Jugendstilfassade verkleidet war. Er beherbergte ab 1921 die Vox-Schallplatten- und Sprechmaschinen-AG und im Dachgeschoss den Sender Funk-Stunde Berlin. Dort begann mit der ersten öffentlichen Hörfunksendung am 19. Oktober 1923 die Geschichte des Hörfunks in Deutschland. Nach dem Krieg zogen in das instandgesetzte Haus Kinos (Camera, Aladin) und Ladengeschäfte ein. Mit dem Bau der Mauer blieben die Kunden aus. Am 22. März 1971 erfolgte die Sprengung des über 60 Jahre alten Hauses und das Grundstück wurde abgeräumt.
Ebenfalls Anfang des 20. Jahrhunderts ließ eine Bauträgergesellschaft, zu deren Gesellschaftern Angehörige der Fürstenhäuser Hohenlohe, Fürstenberg und Henckel von Donnersmarck gehörten, auf der rückwärtigen Seite (Bellevuestraße 17/18) neben dem Weinhaus Rheingold nach Plänen des Architekten Otto Rehnig das Grand-Hotel Esplanade errichten. Es gehörte neben dem Hotel Kaiserhof am Wilhelmplatz und dem Hotel Adlon (Unter den Linden/Pariser Platz) zu den berühmtesten Hotels der Stadt. Der rund 23 Millionen Mark (kaufkraftbereinigt in heutiger Währung: rund 168 Millionen Euro) teure Bau hatte mehrere prachtvolle Säle, darunter den Kaisersaal, in dem Kaiser Wilhelm II. seine exklusiven Herrenabende veranstaltete. Als besondere Attraktion galt auch der 1600 m² große Garten im Innenhof. Der erhalten gebliebene Kaisersaal wurde im März 1996 in einer aufwendigen Aktion um 75 Meter verschoben und in das Sony Center integriert.
Die Architektengemeinschaft Conrad Heidenreich & Paul Michel entwarfen und bauten 1911/1912 das Weinhaus Huth an der Potsdamer Straße 139 (Nr. 5 ab 1937, seit 1997 Alte Potsdamer Straße 5), in der Nachkriegszeit nicht ganz zutreffend als „letztes Haus am Potsdamer Platz“ bezeichnet. Der mit einer Fassade aus Muschelkalkstein verblendete Stahlskelettbau stand nach dem Bau der Berliner Mauer allein auf freier Fläche auf West-Berliner Gebiet neben den Überresten des Hotels Esplanade und wurde zum Symbol für die Zerstörung und Teilung der Stadt.
Das in der Behrenstraße 24 ansässige Bierhaus Siechen ergänzte 1911 auf der südwestlichen Seite des Platzes vor dem Potsdamer Bahnhof den Bierpalast (Potsdamer Platz 3). Der von dem Architekten Johann Emil Schaudt entworfene Restaurationsbetrieb wurde bis 1920 von Siechen bewirtschaftet, dann einige Jahre anderweitig genutzt und ab 1925 von der Pschorr-Brauerei übernommen und ist daher in der Berliner Baugeschichte eher als Pschorr-Haus am Potsdamer Platz bekannt. Die Ruine wurde 1952 abgerissen.
Auf der anderen (südöstlichen) Seite des Potsdamer Bahnhofs entstand 1911/1912 an der Einmündung der Köthener Straße in die Königgrätzer Straße (ab 1930: Stresemannstraße) in Sichtweite des Platzes nach Plänen des Architekten Franz Schwechten das sechsgeschossige Haus Potsdam, eine Mischung aus Vergnügungspalast und Bürohaus mit einer markanten Kuppel zum Platz hin. Kurz nach Beginn des Ersten Weltkriegs wurde 1914 das darin betriebene Café Piccadilly in Vaterland – Kaffeehaus Potsdamer Platz umbenannt. Im Haus war ein großes Kino untergebracht, außerdem besaß dort die Ende 1917 gegründete UFA Büroräume. Nach dem Umbau zur Großgaststätte eröffnete es 1929 unter dem Namen Haus Vaterland neu und avancierte unter Leitung der Gastronomenfamilie Kempinski zum größten Amüsierpalast im Deutschen Reich. Bekannte Restaurants in dem Gebäude waren die Rheinterrassen (mit einer stündlichen Gewittersimulation), das Wiener Café und Weinlokal Grinzing sowie die bayerische Bierstube Löwenbräu. Der langgestreckte Bau wurde bei alliierten Luftangriffen mehrfach schwer getroffen. Nach dem Krieg konnten im nördlichen Teil des Gebäudes noch einige Räume mit einfacher Ausstattung als HO-Gaststätte Haus Vaterland wieder hergerichtet und weiter betrieben werden. Durch die Lage direkt an der Sektorengrenze geriet es jedoch in eine innerstädtische Randlage. Nach dem Mauerbau 1961 war der zunehmend verfallende Bau bis zu einem Gebietstausch im Jahr 1972 nicht mehr zugänglich. Aus Verkehrssicherungsgründen wurde die Ruine schließlich im Jahr 1976 abgetragen.
Vor dem Haus Potsdam befanden sich nordöstlich des Bahnhofs bis 1922 der kleine Friedhof der Dreifaltigkeitsgemeinde und Mutter Michaelis’ Blumenhalle.
In den „Goldenen Zwanziger Jahren“ prägte ab Ende 1924 der Verkehrsturm mit der ersten Verkehrsampel Deutschlands das Straßenbild. Die Berliner Straßenbahn-Betriebs-GmbH stellte aufgrund des steigenden Verkehrsaufkommens den Bauantrag, Bauleiter war der Hausarchitekt Jean Krämer. Die elektrische und signaltechnische Ausstattung stammte von Siemens & Halske. Die drei Lichter waren nicht, wie heute üblich vertikal, sondern horizontal angeordnet. Als Vorbild dienten die gerade in den USA aufgekommenen Ampeln. Bei den Bauarbeiten für den Tunnelbahnhof der Nordsüd-S-Bahn wurde der Verkehrsturm in der Nacht vom 1. auf den 2. Oktober 1937 abgebaut.

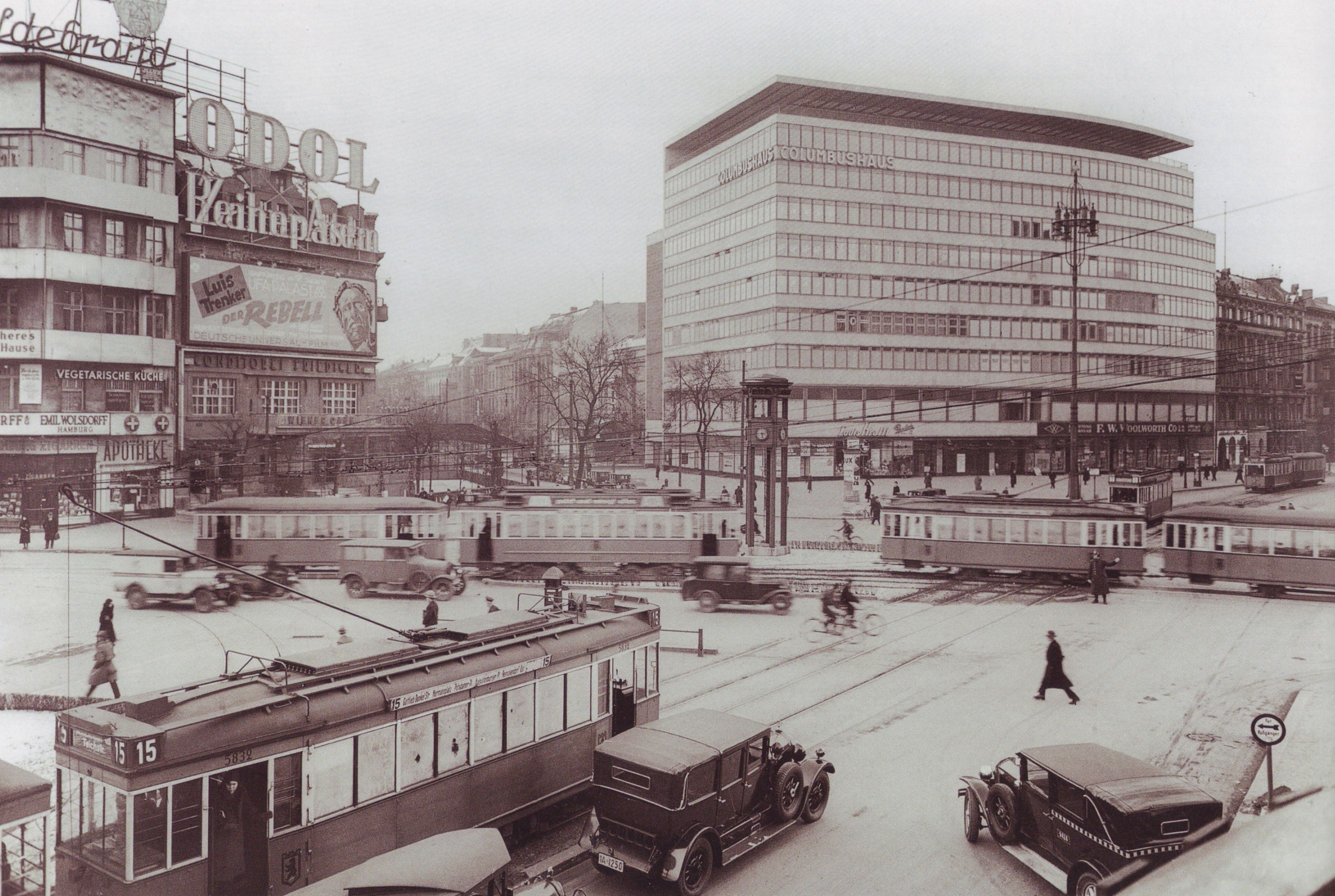
1932: Columbushaus auf dem Areal des 1928 abgerissenen Grand-Hotels Bellevue.
Links im Gebäude des früheren Cafés Josty hatte 1931 die Conditorei Friediger eröffnet.

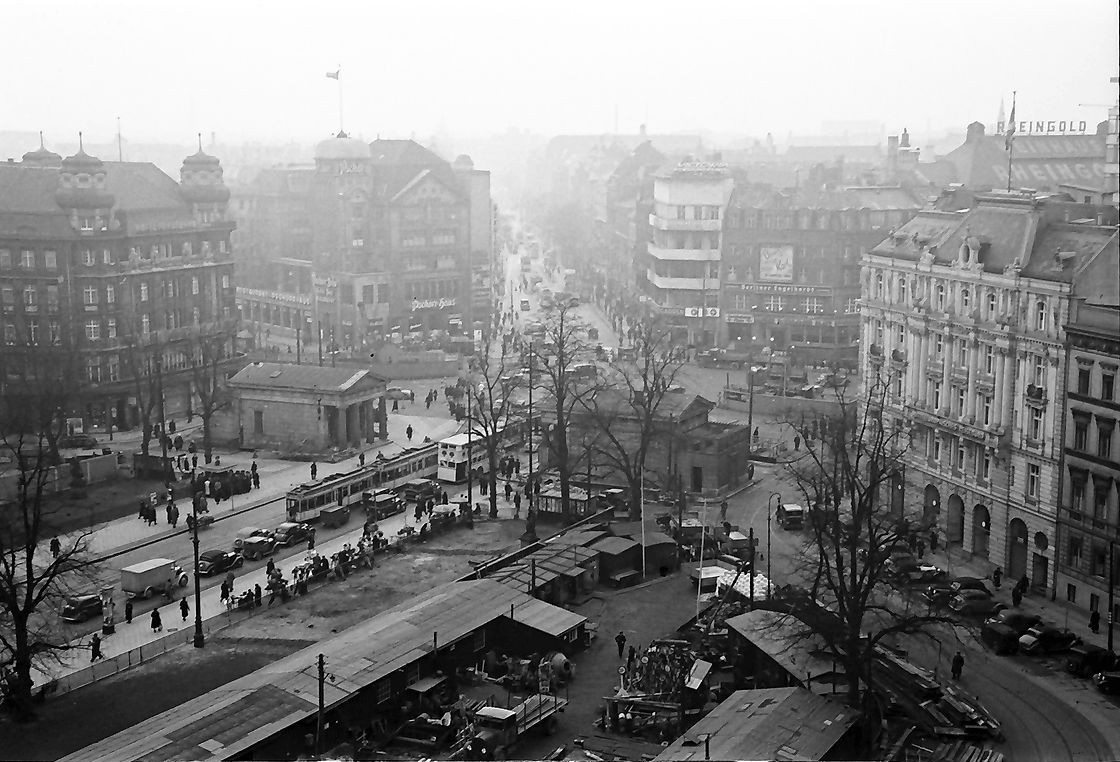
1938: Blick nach Südwest über Leipziger und Potsdamer Platz mit den beiden Torhäusern von 1824,
v. l. n. r.: Hotel Fürstenhof, Saarlandstraße, Pschorr-Haus, Potsdamer Straße, Conditorei Friediger (Café Josty), Hermann-Göring-Straße (seit 1947: Ebertstraße), vorn rechts das Palast-Hotel

Bereits im Jahr 1905 entwarf Emil Högg zwei große jeweils vierflammige Bogenlampen-Kandelaber, die im Zentrum des Platzes aufgestellt wurden und ebenfalls mit dem Bau des unterirdischen S-Bahnhofs um 1937 entfernt wurden. Die Schmiedearbeiten wurden durch die Firma Schulz & Holdefleiss ausgeführt, die Kohlebogenlampen lieferte die AEG.
Die Sichtachse der Leipziger Straße zielte genau auf die beiden Eckgrundstücke Potsdamer Straße 1a (ab 1937: Nr. 2) und Bellevuestraße 21/22 mit dem Café Josty. Mit dem Beginn des 20. Jahrhunderts wurde die exponierte Lage der beiden Gebäude für immer größer werdende Außenwerbungen genutzt. Zunächst waren Reklametafeln und Leuchtreklamen montiert, in den 1920er Jahren folgten animierte Wanderschriftanlagen. Das Eckhaus Potsdamer Straße 1a wurde 1924 nach Plänen von Hermann Muthesius umgebaut und aufgestockt, um noch größere Werbeflächen bieten zu können.
Das Architekturbüro Gebr. Luckhardt und Anker (Wassili und Hans Luckhardt mit Alfons Anker) baute 1928/1929 das neben dem Pschorr-Haus stehende Telschow-Haus (Potsdamer Straße 141; Nr. 1 ab 1937) im Stil der Neuen Sachlichkeit um. Das Gebäude der Conditorei Telschow erhielt eine elegant geschwungene Fassade aus mehrfarbigem Opakglas und wurde so zu einem der modernsten Gebäude Berlins.
Das zehngeschossige Columbushaus, im Auftrag von Wertheim nach Entwürfen von Erich Mendelsohn auf dem Grundstück des 1928 abgerissenen Grand-Hotels Bellevue erbaut, vervollständigte ab 1932 die Reihe moderner, ehrgeiziger Gebäude am Platz.
Über den Platz führte ab 1932 die Fernverkehrsstraße Nr. 1 (ab 1934 Reichsstraße 1), die Aachen mit Ostpreußen verband. Seit 1990 ist es bis an die Oder die Bundesstraße 1.
Knapp 40 Tage nach Beginn des Zweiten Weltkriegs wurde am 9. Oktober 1939 der S-Bahnhof Potsdamer Platz eröffnet.
Bis in den Zweiten Weltkrieg hinein war der Potsdamer Platz einer der belebtesten Plätze Europas. Nach den Luftangriffen der Alliierten in den Jahren 1943/1944 und der Schlacht um Berlin im April 1945 lag er jedoch zu einem großen Teil in Trümmern.

### 1945–1989

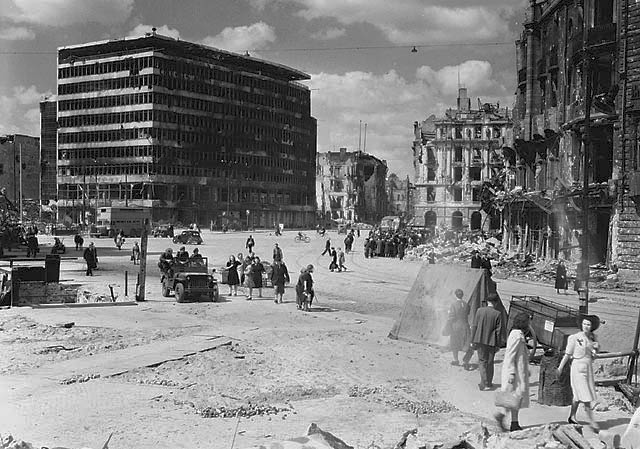
Potsdamer Platz 1945: Links das Columbushaus, rechts die Ruine des Hotels Fürstenhof

Nach Kriegsende wurden die Ruinen rund um den Platz oberirdisch enttrümmert, die Fläche diente dann einige Zeit als Bau- und Lagerplatz für die zu recycelnden Materialien. Bald diente das „Dreiländereck“ zwischen dem sowjetischen, dem britischen sowie dem amerikanischen Sektor als blühender Schwarzmarkt. Mit der Einführung der Deutschen Mark in den westlichen Sektoren und dem Beginn der Berlin-Blockade im Juni 1948 änderte sich das Bild wieder und am 21. August des gleichen Jahres markierte die Verwaltung erstmals den Grenzverlauf zwischen dem sowjetischen und den angrenzenden Westsektoren mit einem Strich auf dem Asphalt.
In Erwartung eines baldigen Wiederaufbaus wurde – wie auch in anderen Teilen der Stadt – am Potsdamer Platz der verbliebene Rest der Bebauung notdürftig wiederhergerichtet, jedoch in einfacheren Formen. In den ehemaligen Vergnügungspalast Haus Vaterland zog unter anderem wieder eine Gaststätte ein. In den unteren Stockwerken des ausgebrannten, zehngeschossigen Columbushauses eröffnete eines der ersten DDR-HO-Kaufhäuser.
Der Potsdamer Platz bildete am Tag des Aufstandes vom 17. Juni 1953 ein Zentrum der blutigen Auseinandersetzungen zwischen Streikenden, Demonstranten und bewaffneten DDR-Sicherheitsorganen. Auf dem Platz fielen bereits die ersten Schüsse auf Demonstranten, bevor im Ostteil der Stadt das Kriegsrecht verhängt wurde. Panzer der sowjetischen Besatzungsmacht postierten sich auf dem Ostteil des Potsdamer Platzes gegen Tausende von Protestierenden. Auf dem Westteil des Platzes beobachteten Journalisten die Ereignisse. Zahlreiche der bekannten Fotos vom 17. Juni 1953 in Berlin entstanden am Potsdamer Platz. Bei den Auseinandersetzungen am Platz kamen mindestens zwei Menschen ums Leben. Es brannten dabei das genau an der Grenze des Sowjetsektors gelegene Geschäftshaus Haus Vaterland und weitere Gebäude aus.
In den folgenden Jahren machte sich schrittweise in fast allen Gebäuden rund um den Potsdamer Platz Leerstand breit, da das gesamte Areal über Jahrzehnte hinweg für Investoren jeglichen Wert verloren hatte.

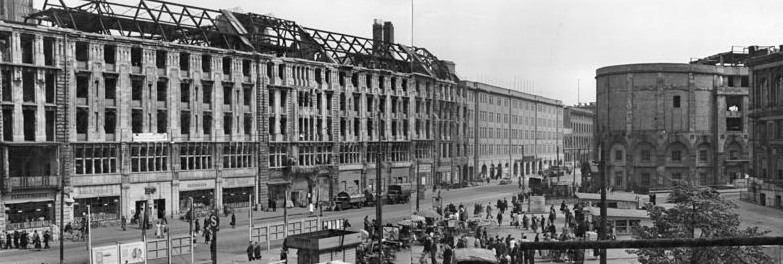
1952: Stresemannstraße mit den Ruinen von Hotel Fürstenhof (links) und Haus Vaterland

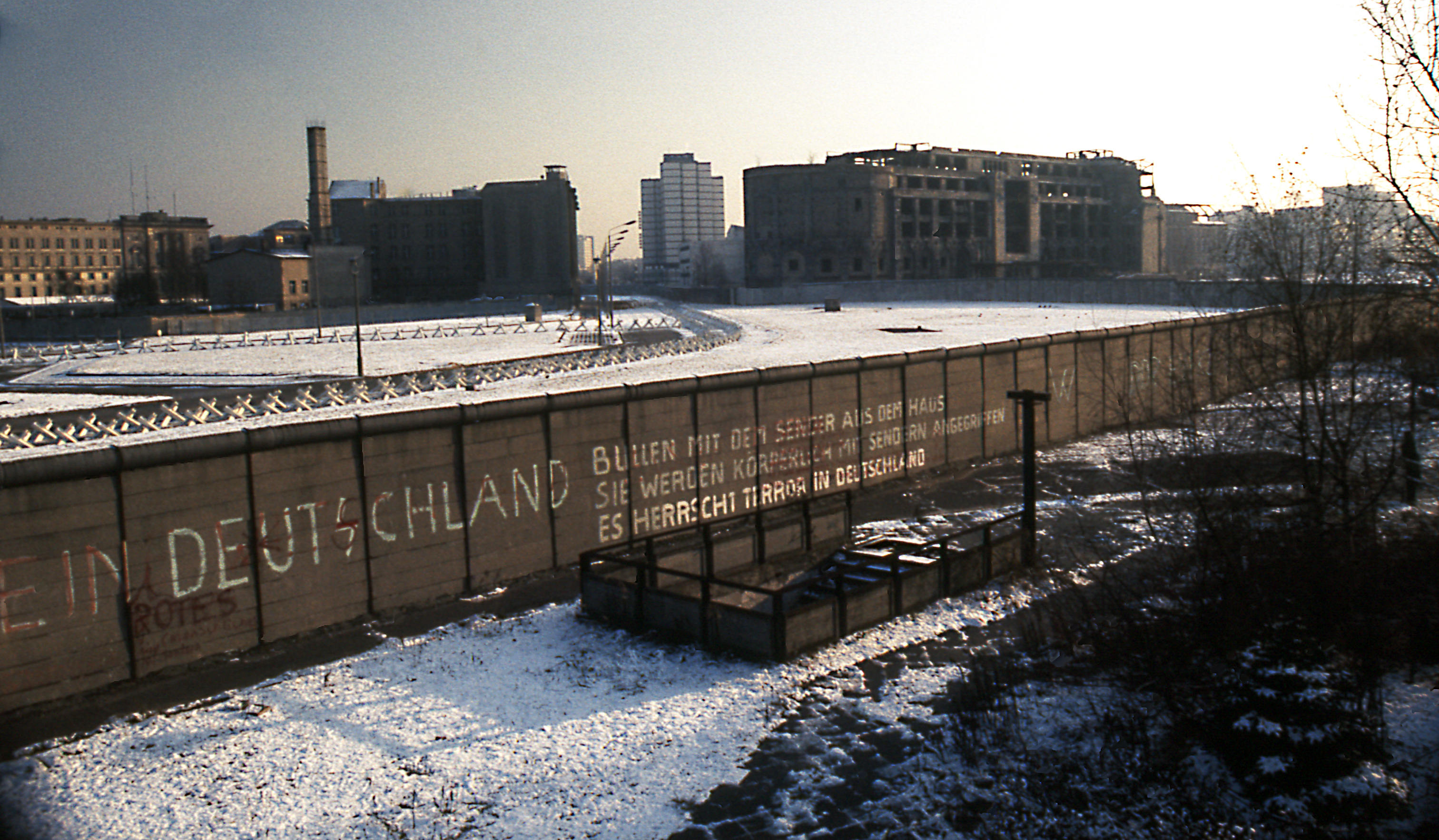
1975: Blick vom Potsdamer Platz auf die Ruine des Hauses Vaterland kurz vor dem Abriss

Als der Platz im August 1961 durch die Berliner Mauer geteilt wurde, verschärfte sich diese Entwicklung. Bis Mitte der 1970er Jahre wurden nahezu alle übriggebliebenen Gebäude abgerissen. Auf der Ostseite des Platzes war hierfür das Sicherheitsbedürfnis der DDR verantwortlich: An keiner anderen Stelle der Berliner Mauer waren die eigentliche Mauer und die Hinterlandmauer durch einen derart breiten Todesstreifen voneinander getrennt wie am Potsdamer Platz. Fast alle Gebäude, die innerhalb des Streifens lagen, mussten verschwinden, darunter die an der Ebert- und Stresemannstraße, ebenfalls die Reste des Kaufhauses Wertheim am Leipziger Platz. Erhalten blieb das ehemalige preußische Landwirtschaftsministerium, seit dem Regierungsumzug nach Berlin Sitz des Bundesumweltministeriums, an der Stresemannstraße.
Auf der Westseite kaufte der Berliner Senat nach und nach viele ungenutzte Ruinengrundstücke auf, um auch die letzten Reste der Gebäude entfernen zu lassen, da sie eine Gefahrenquelle darstellten. So wurden unter anderem die südöstlich vom Platz befindlichen Ruinen von Prinz-Albrecht-Palais, Völkerkundemuseum und Anhalter Bahnhof aufgelassen. Das größtenteils intakte Vox-Haus wurde 1971 aus Mangel an neuen Nutzern gesprengt und die noch recht beachtlichen Reste vom Haus Vaterland 1976 abgetragen. Die Planungen jener Zeit sahen vor, das Gelände für den Bau einer Stadtautobahn zu nutzen, die dann erst nach der politischen Wende in Gestalt des Tunnel Tiergarten Spreebogen gebaut wurde. Ein langsamer Meinungswechsel setzte im Westteil des Platzes im Jahr 1981 mit der Wiederherstellung des Martin-Gropius-Baus, des ehemaligen Kunstgewerbemuseums, ein.

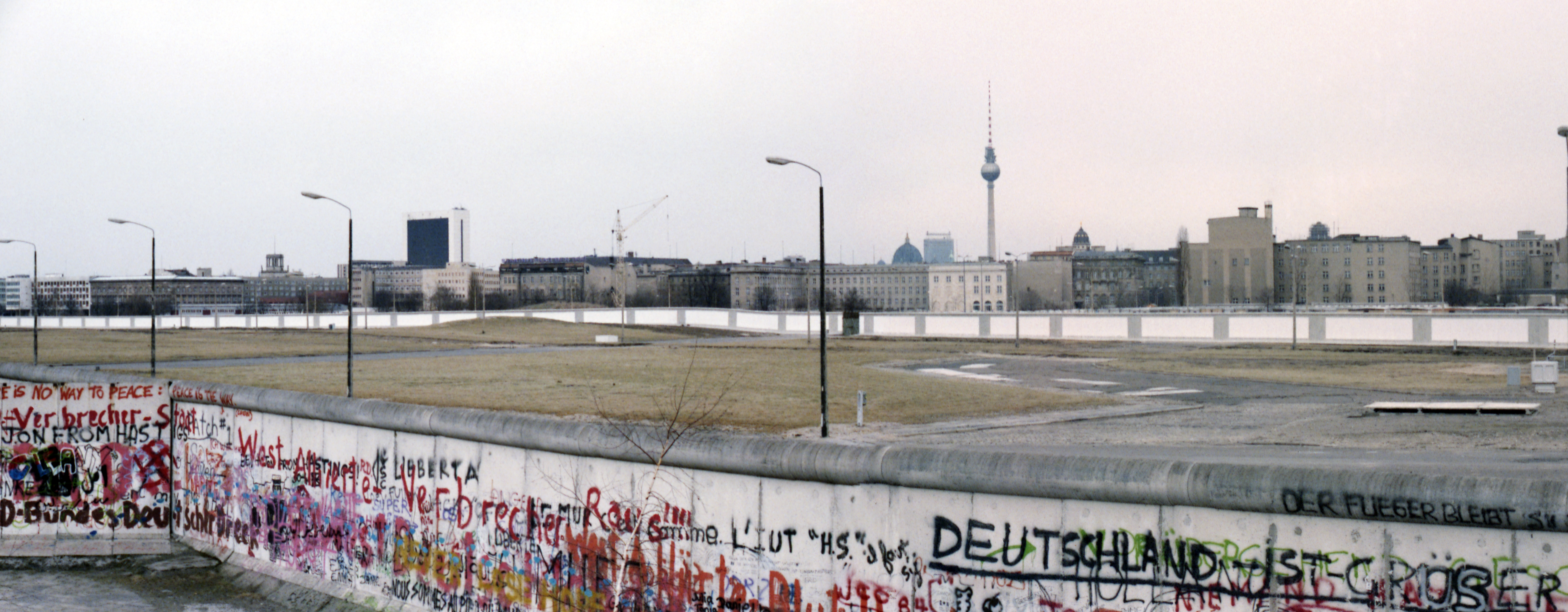
1985: Blick von West-Berlin über den Potsdamer Platz

Bis zur Öffnung der Mauer im Jahr 1989 fristete der Platz ein „randständiges“ Dasein als innerstädtische Brache, auf dessen westlichem Teil sich unter anderem ein Rollheimer-Dorf angesiedelt hatte. Außerdem ließen sich eine Handvoll Imbissbuden und Souvenirgeschäfte für Touristen nieder, zudem fanden sich Podeste, von denen aus die Besucher einen Blick in den östlichen Teil der Stadt erhalten konnten. In dem 1987 gedrehten Film Der Himmel über Berlin von Wim Wenders spielen einige Szenen auf dem Westteil des Potsdamer Platzes.
Durch seine zentrale Lage in der Nähe der nach dem Mauerbau geschaffenen Entlastungsstraße, die nun einen Teil der Verkehrsströme rund um den Großen Stern aufnahm, stellte der Potsdamer Platz einen der Punkte dar, an denen im Westteil der Stadt die sonst vielfach verdrängte Mauer noch wahrzunehmen war. Wesentliche Änderungen des Grenzverlaufs ergaben sich später durch Gebietsaustausch, teils verbunden mit Ausgleichszahlungen in DM, als 1972 das Areal des ehemaligen Potsdamer Bahnhofs und 1988 das Lenné-Dreieck zu West-Berliner Gebiet wurde.

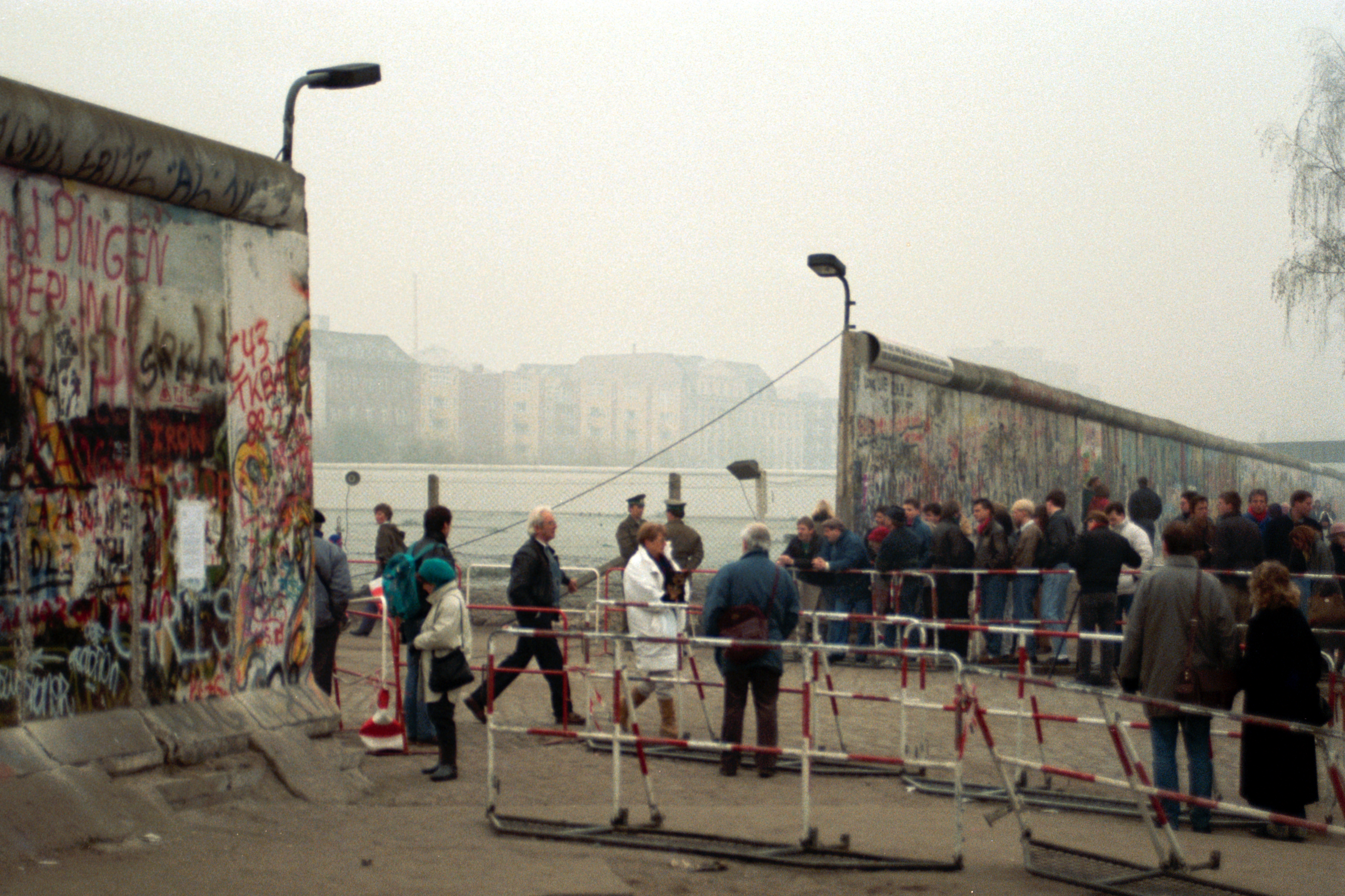
Maueröffnung am Potsdamer Platz, November 1989

Nach dem Mauerfall am 9. November 1989 stellte sich nach Jahrzehnten der Vernachlässigung eine neue Situation ein: Wenige Tage später wurde am Potsdamer Platz ein Stück der Mauer abgebrochen, ein aufgegrabenes Straßenstück asphaltiert und am 12. November 1989 ein provisorischer Grenzübergang geschaffen.

### 1990 bis 2007

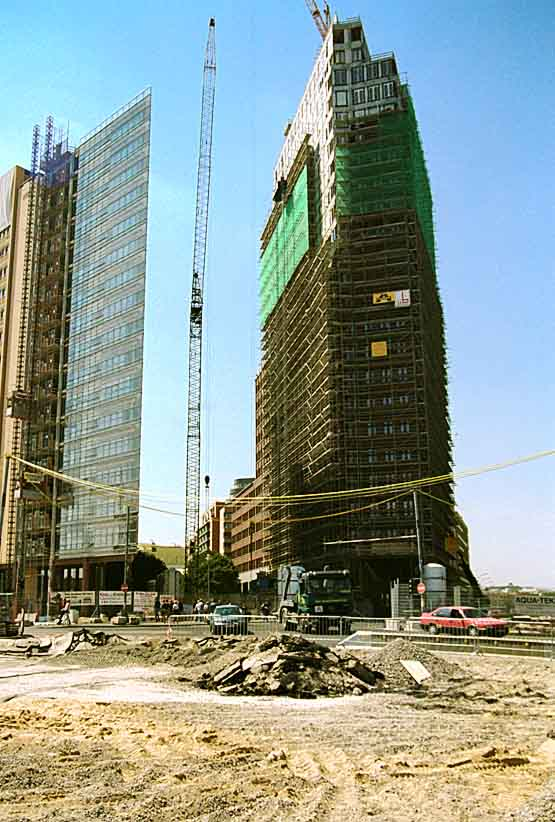
Baustelle des Kollhoff-Towers, 1999

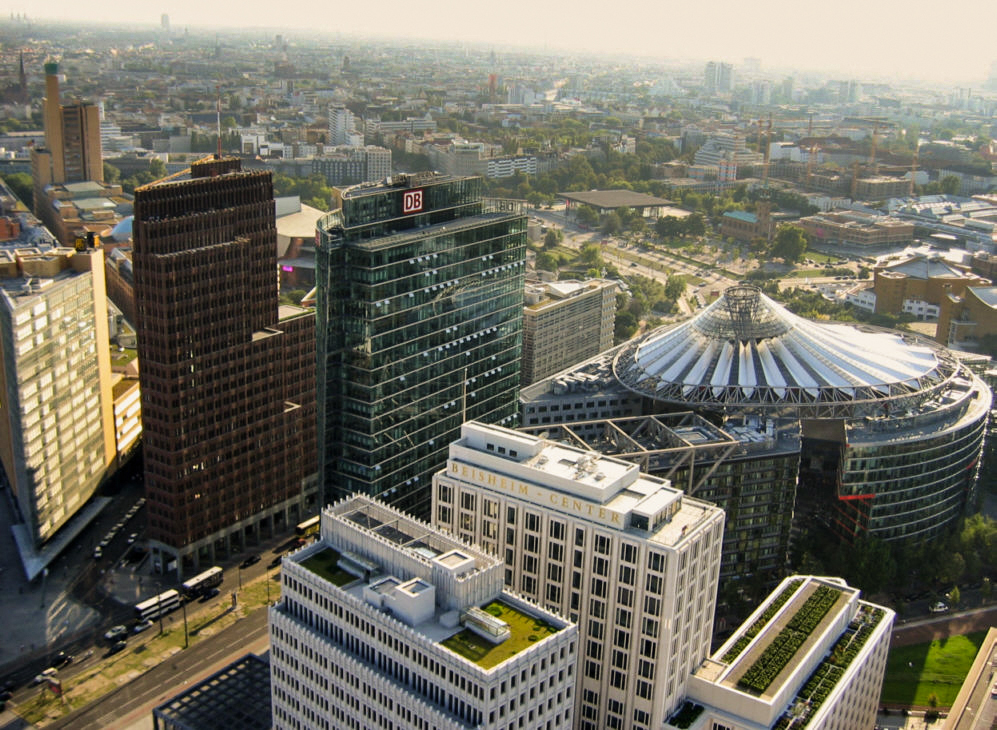
Blick auf die Gebäude: links das Quartier Potsdamer Platz mit dem damaligen debis-Haus (heute: Atrium Tower) und Kollhoff-Tower, in der Mitte der Bahntower, rechts das Sony Center, davor das Beisheim-Center, ganz vorne das P5 (Potsdamer Platz 5) auch vom Architekten Kollhoff, 2004

Im Jahr 1990 führte Roger Waters das Konzert The Wall auf dem Niemandsland zwischen Potsdamer Platz und Pariser Platz auf. Es wurde das bislang größte Konzert in der Geschichte der Rockmusik. In Hinblick auf die Stadtentwicklung stellte sich spätestens seit der deutschen Wiedervereinigung die Frage, wie die traditionelle Klammer zwischen dem östlichen und dem westlichen Zentrum Berlins in Zukunft aussehen sollte. Die Veräußerung der Grundstücke an den Automobilkonzern Daimler-Benz (ab 1998 DaimlerChrysler, seit 2007 Daimler) seitens des Berliner Senats erfolgte sehr rasch. Senatsbaudirektor Hans Stimmann versuchte, eine an den traditionellen Traufhöhen und Blockstrukturen Berlins orientierte städtebauliche Anlage durchzusetzen, die im Stil der Postmodernen Architektur gehalten sein sollte. Sie sollte eine von Stimmann so bezeichnete „Europäische Stadt“ werden und eine „kritische Rekonstruktion“ darstellen. Dem entsprach das Projekt der Architekten Hilmer und Sattler mit seiner weitgehend einheitlichen Traufhöhe von 35 Metern. Die unzufriedenen Investoren lancierten allerdings ein Alternativprojekt des Architekten Richard Rogers und setzten sich mit ihrem stark verdichteten Konzept einer (Hochhaus-)City für das 21. Jahrhundert durch. Die realisierte Lösung fand nicht nur Zustimmung. Kritisiert wurde zum einen die Schnelle der Veräußerung, zum Zweiten die Aufgabe eigenen städtischen Planungswillens und zum Dritten die Tatsache, dass die Investoren die Straßen und Plätze nicht nur errichteten, sondern durch den Eigentumserwerb auch das Hausrecht in einem öffentlich zugänglichen Stadtgelände erwarben. Der Architekt Rem Koolhaas, als einer der Juroren des Potsdamer-Platz-Wettbewerbs, geißelte die Pläne als einem „dilettantischen Bild der Stadt“ entspringend und verließ 1991 die Jury. Befürworter hingegen wiesen auf die angespannte Berliner Finanzlage hin und argumentierten, dass die Neugestaltung der riesigen Brachfläche letztlich nur durch einen kühnen Wurf aus einem Guss möglich sei.
Zu den Vorbereitungen der künftigen Neubebauung gehörte auch die Sprengung des Bellevue-Towers an der Eichhornstraße im Oktober 1993. Das mit Waschbeton verkleidete 14-geschossige Hochhaus war 1971 als einer der wenigen Neubauten im Umfeld des Potsdamer Platzes errichtet worden. Ursprünglich als Hotel genutzt, wurde der Bellevue-Tower später zum Wohnheim für Studenten und Asylbewerber und trug zuletzt deutliche Zeichen von Verwahrlosung.
Während der 1990er Jahre wurde der Potsdamer Platz zur größten innerstädtischen Baustelle Europas. Von einem als „Infobox“ bezeichneten Aussichts-Container auf dem gegenüberliegenden Leipziger Platz konnte der Baufortschritt beobachtet und Modelle der zukünftigen Bauten betrachtet werden. Grob eingeteilt entstanden auf der an den ehemaligen Potsdamer Platz angrenzenden Brache vier unterschiedliche Komplexe. Das nordwestliche, zwischen der neu angelegten Entlastungsstraße und dem (neuen) Potsdamer Platz liegende, 27.000 m² umfassende Sony Center wurde von Helmut Jahn gestaltet. Untergebracht sind in dem dreieckigen Areal Cafés, das Filmmuseum Berlin mit der Deutschen Kinemathek, Appartements, Büros sowie die europäische Zentrale von Sony. Richtung (neuer) Potsdamer Platz endet das Sony-Areal mit dem Sitz der Holding der Deutschen Bahn in Berlin, dem Bahntower.
Im Oktober 1996 feierte der Senat mit einem Kranballett das Richtfest für das 85 Meter hohe Gebäude der Daimler-Benz-Tochtergesellschaft debis. Unter Leitung von Daniel Barenboim „tanzten“ sieben Minuten lang 19 Krane synchron zu den Klängen des 4. Satzes der 9. Sinfonie von Ludwig van Beethoven (Ode An die Freude).
Südlich schließt sich an das Daimler-Benz-Areal das Quartier Potsdamer Platz, mit rund 70.000 m² der beherrschende Gebäudekomplex, an. Unter anderem steht hier das von dem italienischen Architekten Renzo Piano entworfene debis-Haus (heute: Atrium Tower) – erkennbar an dem markanten grünen Würfel auf seiner Spitze.
Direkt gegenüber dem Bahntower befindet sich ein weiteres auffälliges Hochhaus: der von Hans Kollhoff im New Yorker Backsteinstil entworfene, 103 Meter hohe Kollhoff-Tower. Laut Eigenaussage enthält er den schnellsten Aufzug Europas und ermöglicht von der oben liegenden Dachterrasse einen guten Überblick über den Potsdamer Platz und seine Umgebung. Auf einem unteren Dach des Forum-Towers ließ der Hauseigentümer, die SEB Asset Management, im Herbst 2012 ein designtes Taubenhaus aufstellen, dessen Herstellung 100.000 Euro gekostet hatte. Die Anlage besteht aus Aluminium in Form eines Kristalls und enthält rund 70 Nistplätze. Die Betreuung erfolgte durch den Tierschutzverein; dadurch konnte die Taubenplage im Quartier Potsdamer Platz deutlich verringert werden. Im Dezember 2016 wurde das Taubenhaus abgebaut, weil an dieser Stelle eine Aussichtsterrasse eingerichtet werden soll; es wurde auf dem Parkhaus am Bahnhof Südkreuz wieder aufgestellt. Der Unterhalt dieser Anlage kostete rund 30.000 Euro pro Jahr.
Auch die restliche Architektur weist teilweise mediterrane Stilzitate auf. Mittelpunkt des Quartiers Potsdamer Platz ist der südwestlich gelegene Marlene-Dietrich-Platz. Um ihn herum angesiedelt sind das Theater am Potsdamer Platz (ehemals: Musical-Theater Berlin), das Bluemax (Theater der Blue Man Group, ehemaliges IMAX-Kino), ein Spielcasino, das Luxushotel Grand Hyatt Berlin sowie Varietébühnen und Restaurants. Durch die Lage zwischen zwei Gebäudereihen im südlichen Block und der Überdachung bildet The Playce (ehemals: Potsdamer Platz Arkaden) eine wettergeschützte Einkaufsstraße.
Den südlichen Abschluss der Hochhaus-Triade am Platz bildet ein nach Plänen von Renzo Piano errichtetes Gebäude, in dem PricewaterhouseCoopers seine Berlin-Niederlassung hat. Es hat, wie der benachbarte Kollhoff-Tower, einen dreieckigen Grundriss und ist im hinteren Bereich treppenartig gestaltet, sodass es zur nachfolgenden Bebauung überleitet. Der obere senkrechte Teil hat aber im Gegensatz zum Kollhoff-Tower eine verglaste Fassade.
Zwei kleinere Baueinheiten komplettieren die Neubebauung der ehemaligen Brache: im Norden das zwischen Sony Center und Tiergarten gelegene, unter anderem von Otto Beisheim errichtete Beisheim-Center mit mehreren Hotels wie dem Marriott und dem Ritz-Carlton, und weiter im Süden die Park Kolonnaden – fünf vorwiegend mit Büroraum verplante Gebäude. Am östlichen Ende des Potsdamer Platzes steht das von Hans Kollhoff entworfene Delbrück-Hochhaus, auch bekannt als P5 (Hausnummer des Platzes). Ebenso wie im Kollhoff-Tower finden sich im Delbrück-Hochhaus Rechtsanwalts-, Steuerberater-, Wirtschaftsprüfer- und Unternehmensberaterbüros. Unterirdische Tunnel ermöglichen eine Verbindung zwischen den Appartementhochhäusern und dem Bahntower.
Mit dem Tilla-Durieux-Park und dem Henriette-Herz-Park wurden auch zwei Parkanlagen realisiert. Der Tilla-Durieux-Park grenzt über eine schräge, sich der Länge nach um die eigene Achse drehende Wiesenfläche das Quartier Potsdamer Platz von den Park-Kolonnaden ab. Er befindet sich an der Stelle des ehemaligen Potsdamer Bahnhofs. Unter ihm verlaufen die vier Bahnröhren des Tunnels Nord-Süd-Fernbahn. In der Mitte der rechteckigen, 450 Meter langen Grundfläche ist die Rasenfläche unterbrochen. Fünf überdimensional lange Edelstahlwippen sind dort von den Architekten des Parks angeordnet worden. Sie erfüllten damit auf eine etwas andere Art und Weise die Forderung der Politik nach einem Spielplatz.
Zwischen Sony Center und Beisheim-Center liegt der vom gleichen Architektenteam entworfene Henriette-Herz-Park. Besonderes Merkmal dieser zweiten, in Richtung des Tiergartens gelegenen Parkfläche ist die in Schollen gegliederte Höhenmodellierung sowie die aus finnischem Granit bestehende Einfassung der Rasenflächen. Sowohl der Tilla-Durieux-Park als auch der kleinere Henriette-Herz-Park ergänzen die Geschäftigkeit des restlichen Areals durch Räume für Ruhe und Entspannung. Beide Parkanlagen erfreuen sich breiter Akzeptanz und werden – vor allem im Sommer – auch als Liegewiesen zur Erholung genutzt.
Die rote Infobox wurde nach dem Ende der Neubebauung im Jahr 2001 demontiert. Ein ähnliches Bebauungskonzept wurde später auch für den östlich an den Potsdamer Platz anschließenden und inzwischen weitgehend bebauten Leipziger Platz verwendet.
Während Firmenhochhäuser, Geschäfts- und Bürobauten das Bild am neuen Potsdamer Platz bestimmen, ist langfristig ein Wohnflächenanteil von 20 % vorgesehen. Hochgerechnet heißt dies, dass hier einmal 20.000 Menschen wohnen sollen. Aufgrund des „Reißbrettentwurfs“ befürchten Kritiker, dass hier letztlich eine „Stadt in der Stadt“ entsteht. Angemerkt wird bei aller Geschäftigkeit, dass sonst zum metropolitanen Straßenbild dazugehörende Personengruppen wie etwa Obdachlose, Punks oder auch Straßenmusiker am Potsdamer Platz nicht anzutreffen sind und das Ganze so einen sehr künstlichen Charakter aufweise.
Die Kultur hielt nur zögerlich Einzug in die lange verödete Berliner Mitte. Ein Meilenstein war die Eröffnung der Berlinale im Jahr 2000 im Sony Center. Der Innenhof des Sony Centers, die Sony Plaza, war zur Fußball-Weltmeisterschaft 2006 als Sport-Sendezentrum des ZDF umgebaut worden. Zumindest Teile des Areals werden mittlerweile von Einheimischen wie Touristen rege frequentiert. Der Komplex hat sich zur fünftwichtigsten Kaufadresse der Hauptstadt entwickelt. Skeptiker räumen mittlerweile ein, dass durch die Neubebauung zumindest das Leben wieder an den Potsdamer Platz zurückgekehrt ist. 2008 fand in den Parkkolonnaden erstmals die Expressionale mit Kunst des Expressionismus und der Neuen Sachlichkeit statt.

### Seit 2007: Eigentümerwechsel, Nutzerwechsel, Umbaupläne
Die Großkonzerne Daimler und Sony haben ihre Areale inzwischen verkauft. Am 13. Dezember 2007 wurde das Daimler-Areal an die Immobilientochter des Finanzdienstleistungskonzerns SEB zu einem unveröffentlichten Preis veräußert; der gewünschte Mindestpreis war mit 1,2 Milliarden Euro angegeben. Hierzu gehören auch die Potsdamer Platz Arkaden. Das Areal ging 2008 an die Savills Fund Management in Frankfurt, die es in den offenen SEB Immoinvest Fonds eingliederte. Durch die Finanzkrise ab 2007 geriet der Fonds in eine Schieflage durch Kapitalabzug, sodass er im Jahr 2010 offiziell geschlossen wurde und die Besitzungen (wieder) zum Verkauf standen. Als „Filetstück“ des Fonds mit mehreren Interessenten verblieb das Daimler-Areal noch mehrere Jahre im Besitz des Fonds – für den vollständigen Abverkauf der Immobilien bestand Zeit bis 2018. Im Februar 2013 wurde der Verkauf des Blocks mit dem Hotel Grand Hyatt an die Al Rayyan Tourism and Investment (Artic) bekannt, ein Unternehmen des Emirats Katar. Im Oktober 2015 konnte das restliche Areal an die Brookfield Property Partners (einer Tochtergesellschaft von Brookfield Asset Management) mit Sitz in Kanada verkauft werden. Die verbliebene 267.000 m² umfassende Fläche hat dabei geschätzte 1,4 Milliarden Euro eingebracht, womit der SEB Immoinvest beim Weiterverkauf Gewinn erzielt hat.
Schrittweise zogen aus den Centern und Gewerbeeinheiten Nutzer in andere Einrichtungen Berlins. So hat der jetzige Großeigentümer, Brookfield Properties, in Zusammenarbeit mit der Bezirksverwaltung Mitte einen radikalen Umbau der Daimler-City geplant und schrittweise realisiert: Aus den Potsdamer-Platz-Arkaden wurde 2022 zuerst das Center The Playce. Danach soll die durch die Fläche führende Alte Potsdamer Straße bis 2025 zu einer Fußgängerzone werden.

### Erinnerungen an das 20. Jahrhundert
- Das ehemalige Weinhaus Huth im Quartier Potsdamer Platz ist mittlerweile ein Restaurant und wurde in die neuen Gesamtkomplexe integriert.
- Die Überreste des alten Hotels Esplanade wurden in das Sony Center eingebaut.
- Eine Nachbildung des Verkehrsturms (der Ampel) von 1924 wurde 1997 zunächst vor der roten Infobox am Leipziger Platz aufgestellt und 2000 zum Potsdamer Platz umgesetzt.
- An die Berliner Mauer am Potsdamer Platz und damit an die Teilung Berlins erinnern die Markierungen durch Pflastersteine im Straßenbelag, durch Einkerbungen im Fußgängerareal des Platzes und eine im 21. Jahrhundert neu errichtete Stele.
- Am Südausgang des U-Bahnhofs Potsdamer Platz steht der Sockel für ein in der DDR geplantes Karl-Liebknecht-Denkmal, der am 13. August 1951 enthüllt wurde. Das Denkmal wurde nie ausgeführt. Der Sockel befand sich nach dem Mauerbau im Todesstreifen und war deshalb nicht zugänglich. Im März 1995 wurde er demontiert und im Lapidarium Berlin-Kreuzberg ausgestellt. Im November 2003 wurde er wieder aufgestellt.[32]
- Die wechselvolle Geschichte des Potsdamer Platzes ist seit den 2010er Jahren vor Ort digital erlebbar. Der Besucher hat per QR-Code mit Smartphone einen kostenlosen Zugriff auf Panoramabilder der vergangenen Jahrzehnte. Je nach Blickrichtung wandert der Bildausschnitt mit, so dass ein Vergleich zwischen heute und früher möglich wird.[33]

## Galerie

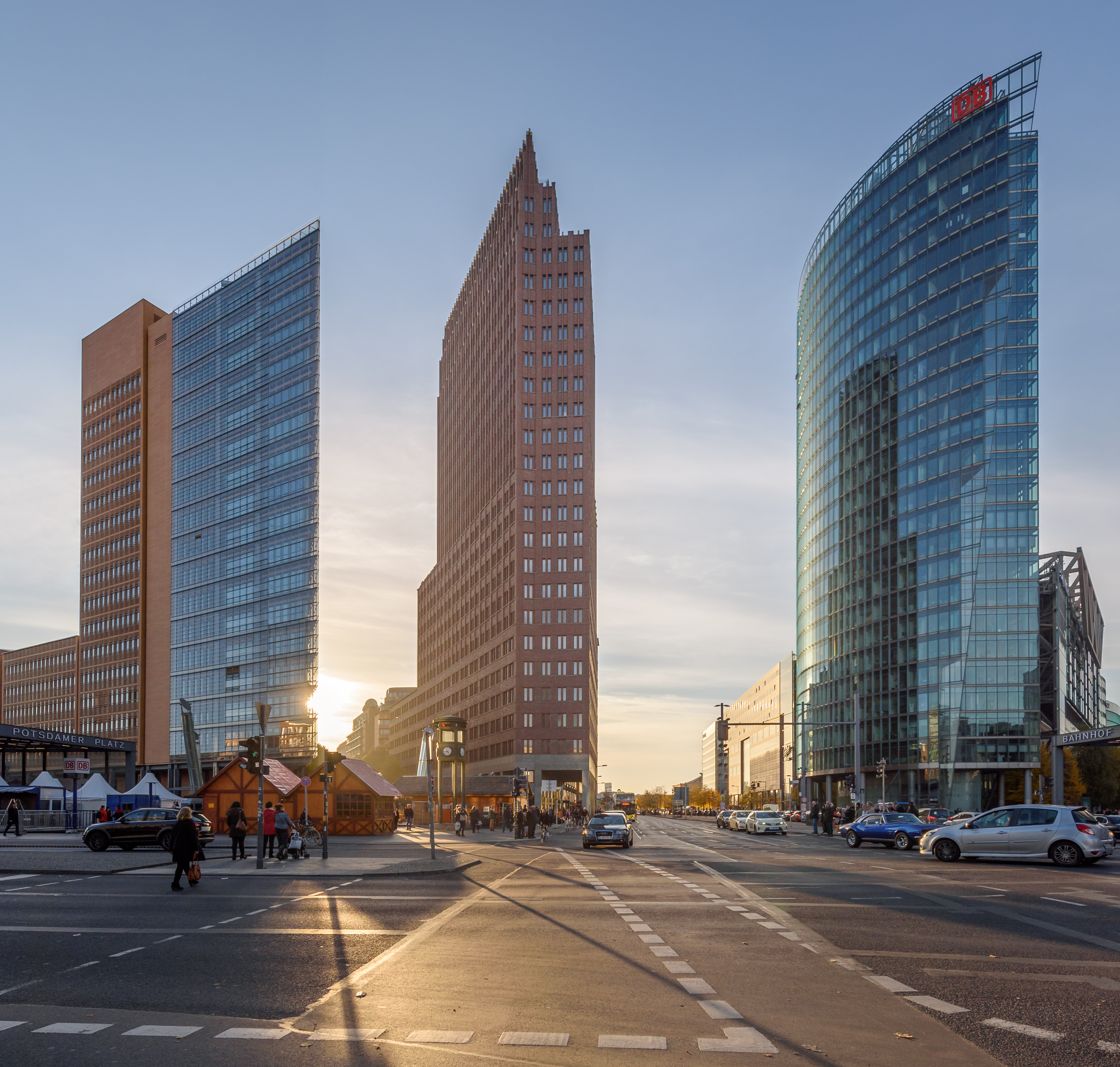
Hochhausformation: Forum-Tower, Kollhoff-Tower, Bahntower
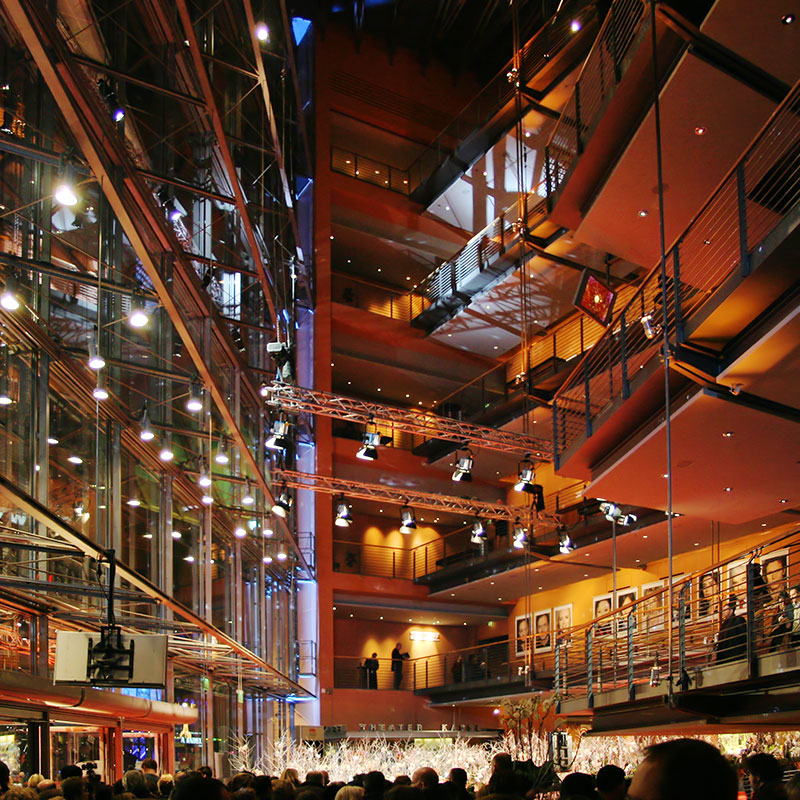
Theater am Potsdamer Platz, Musicaltheater und jedes Jahr im Februar Hauptspielstätte der Berlinale: Berlinale Palast
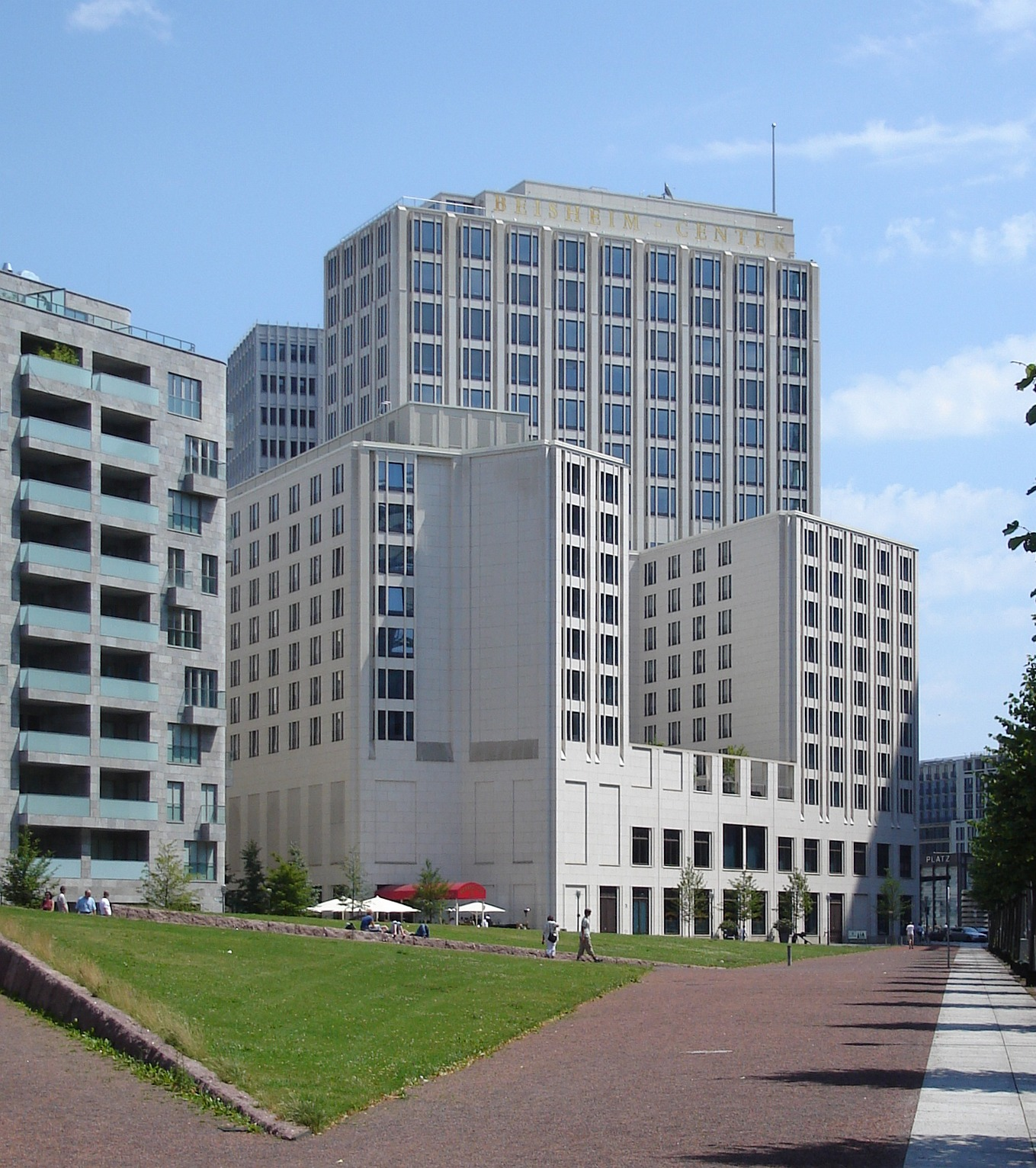
Beisheim-Center
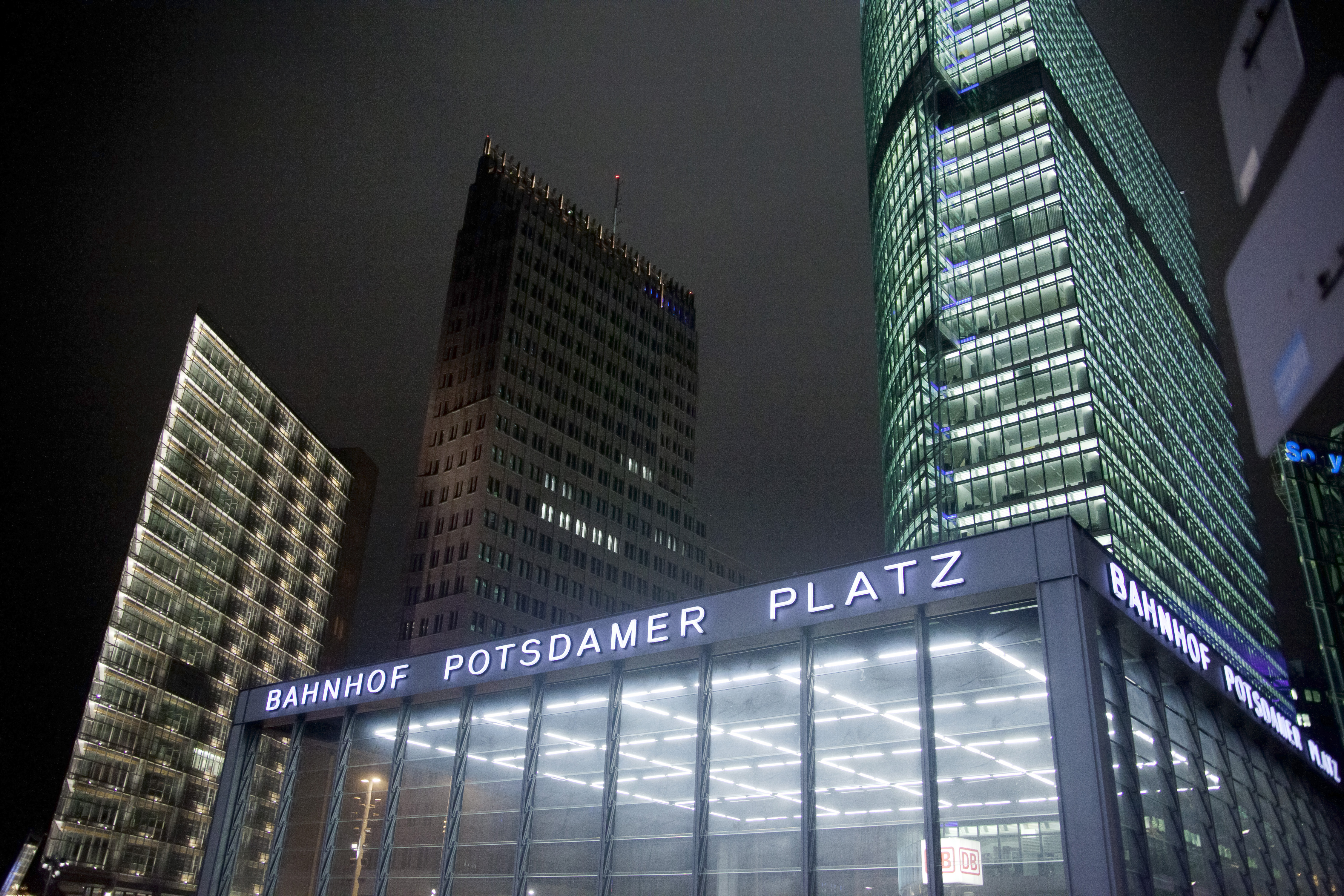
Damaliges debis-Haus, Kollhoff-Tower, Bahn-Tower und Eingang zum Bahnhof Potsdamer Platz bei Nacht
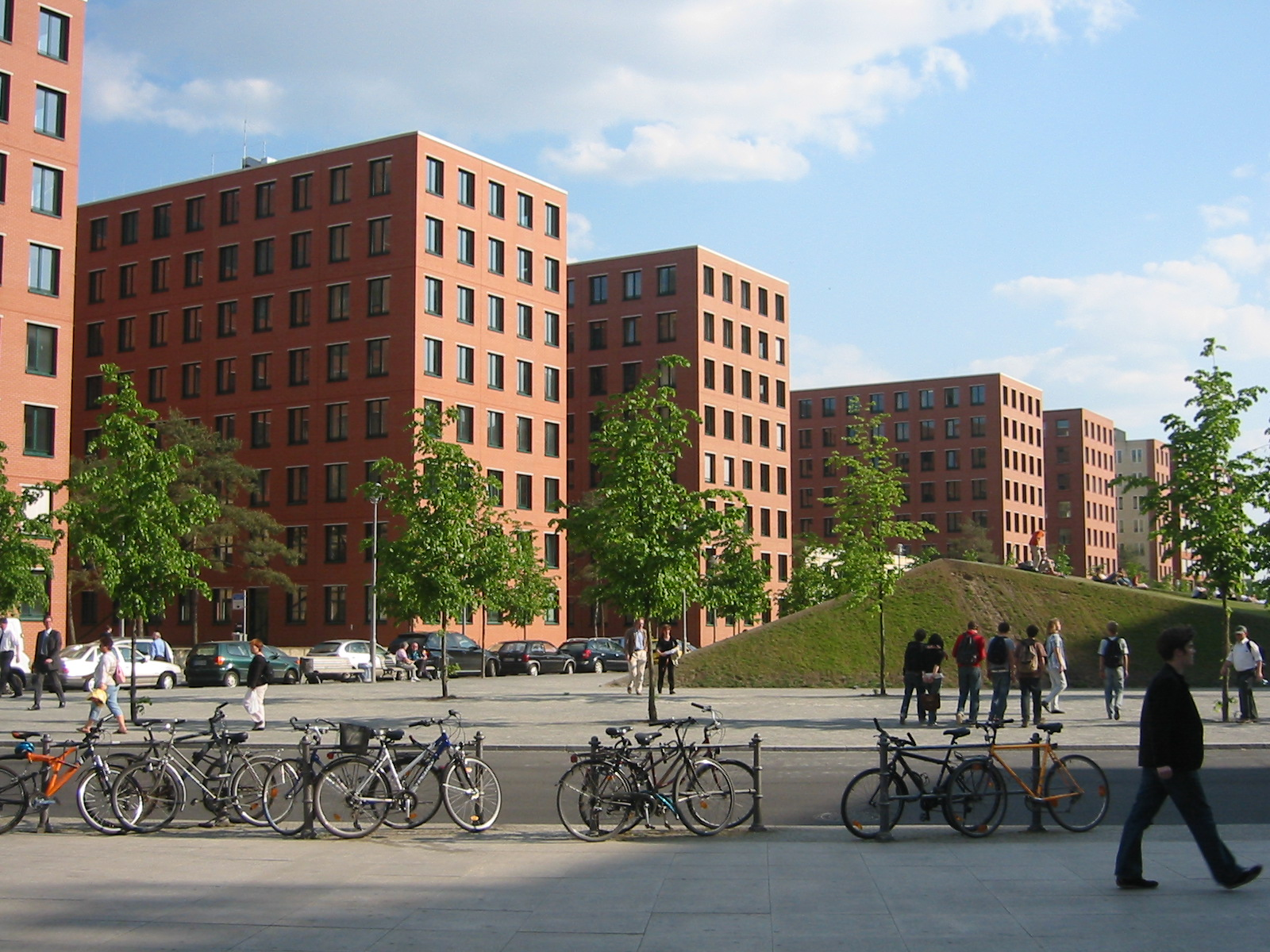
Park Kolonnaden
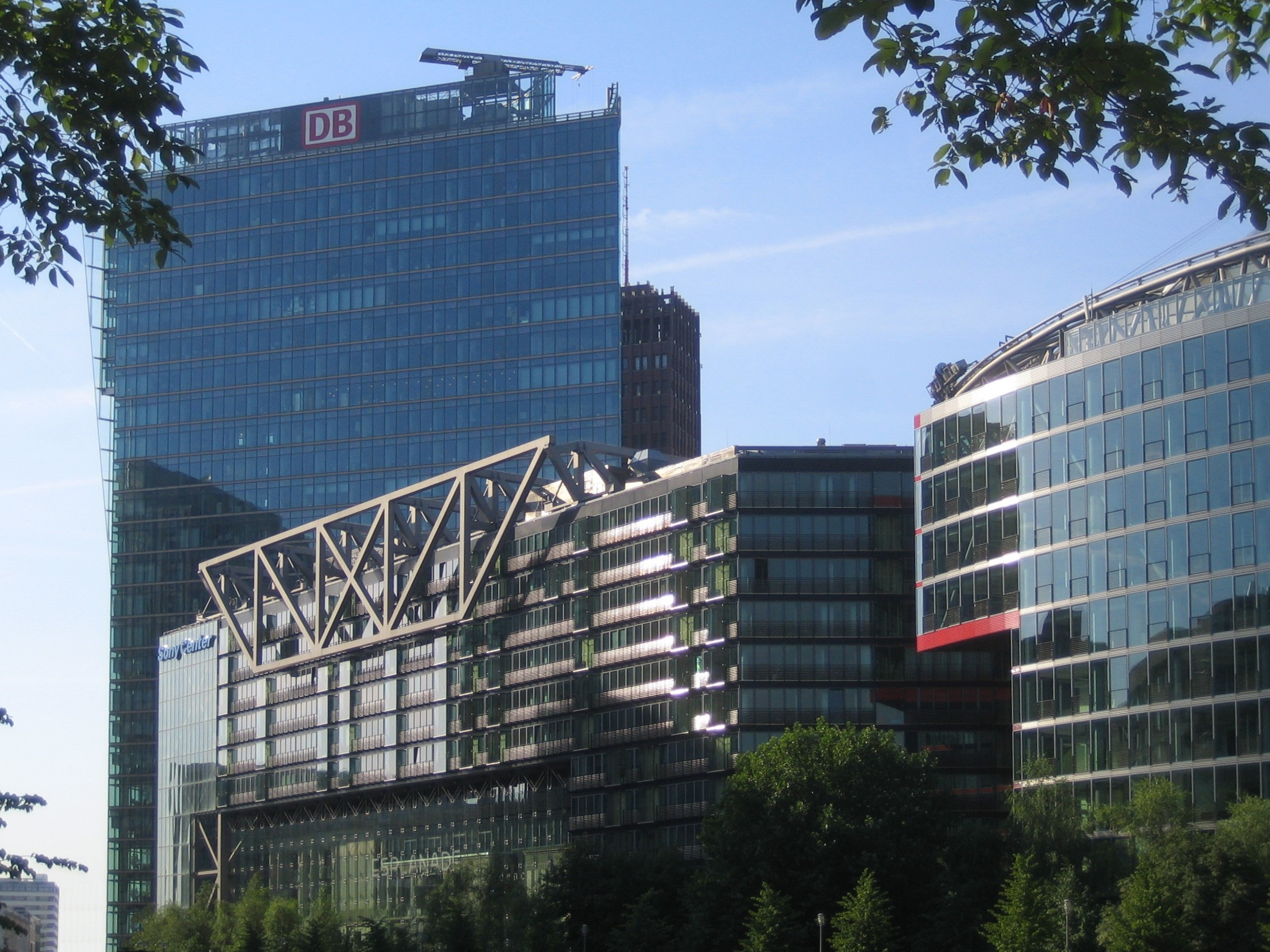
Blick von Norden auf das Sony Center
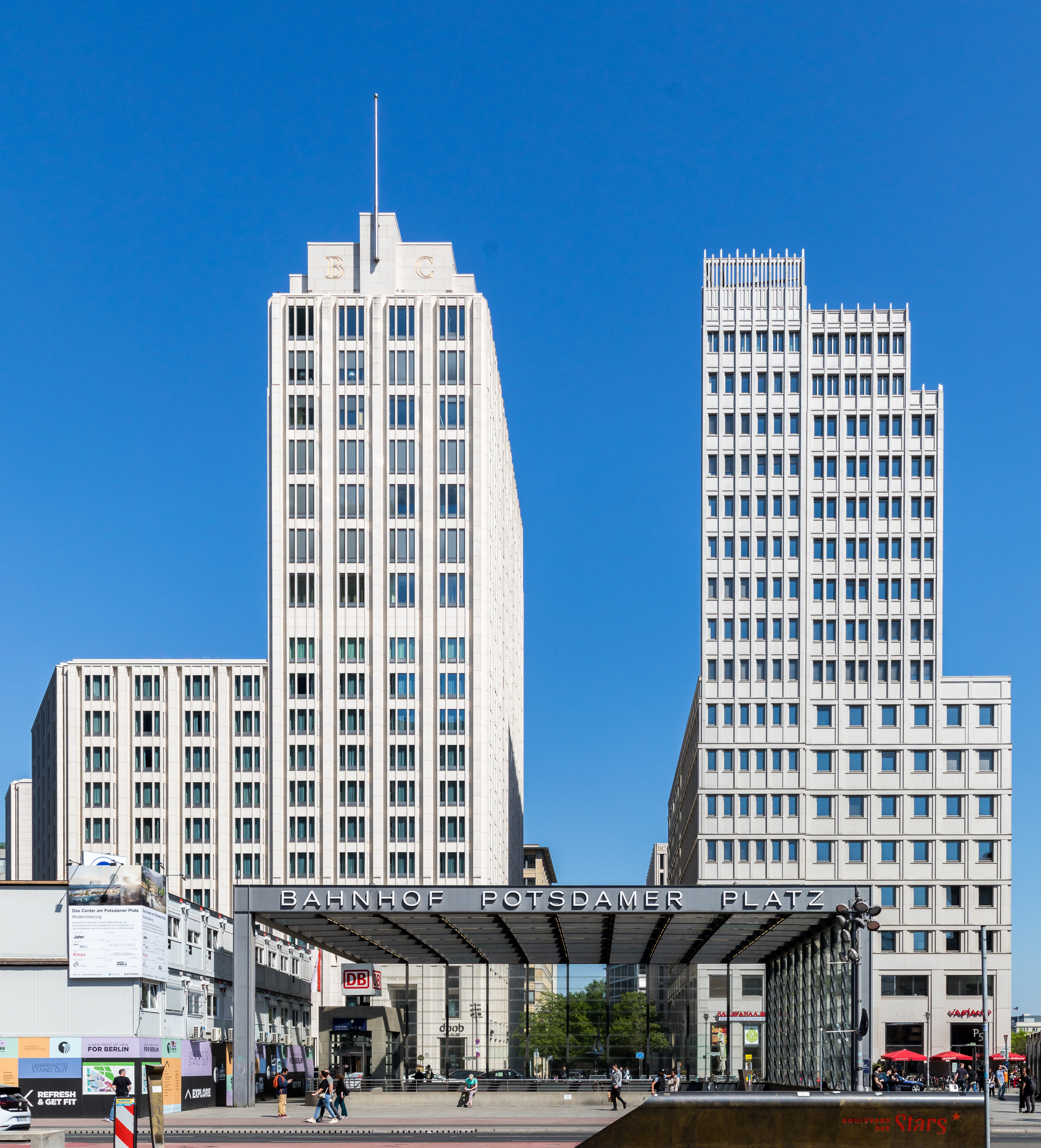
Nördlicher Eingang des Tunnelbahnhofs, dahinter links Beisheim-Center, rechts Delbrück-Hochhaus jetzt P5
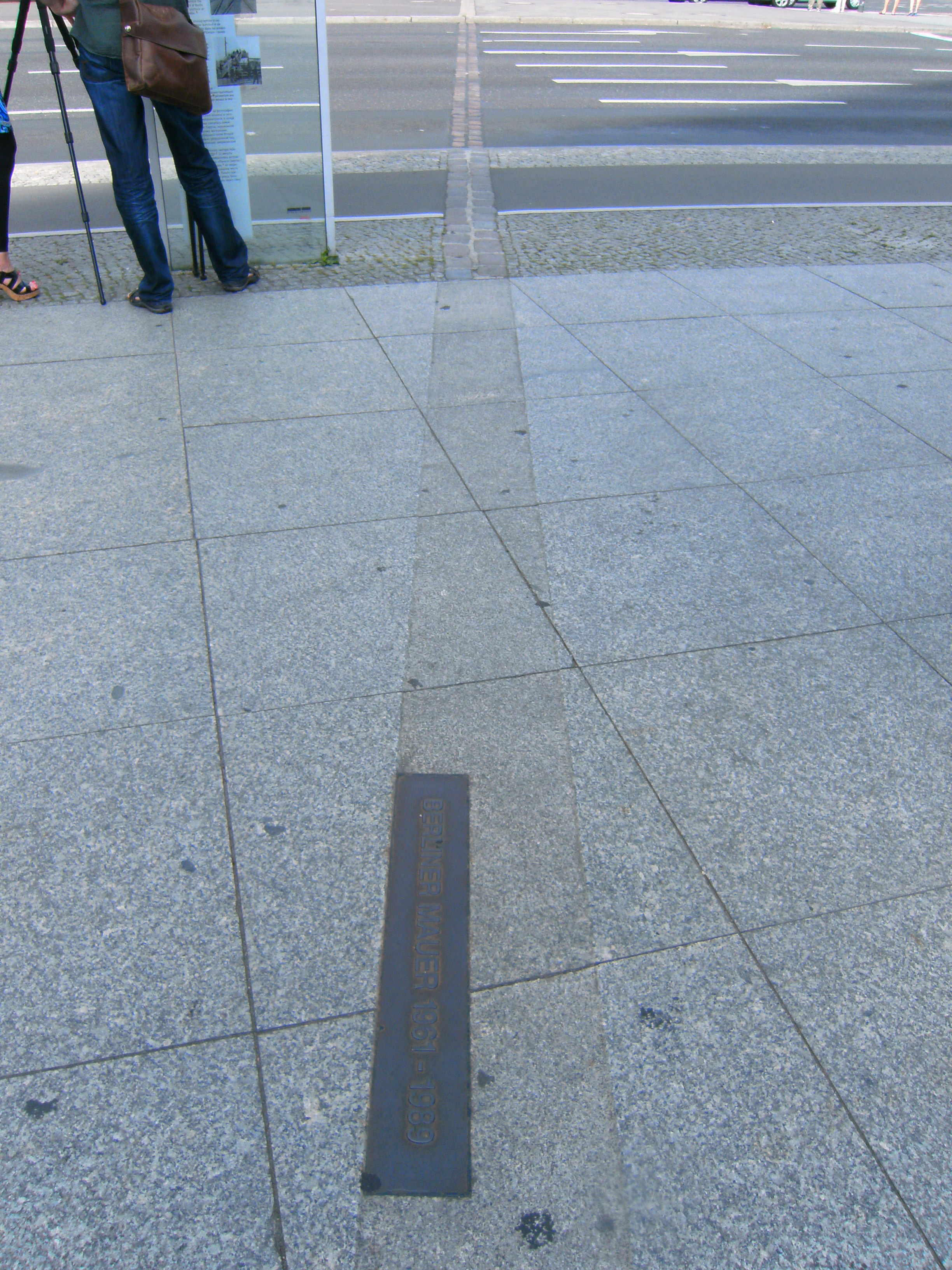
Erinnerung an den Mauerverlauf am Potsdamer Platz
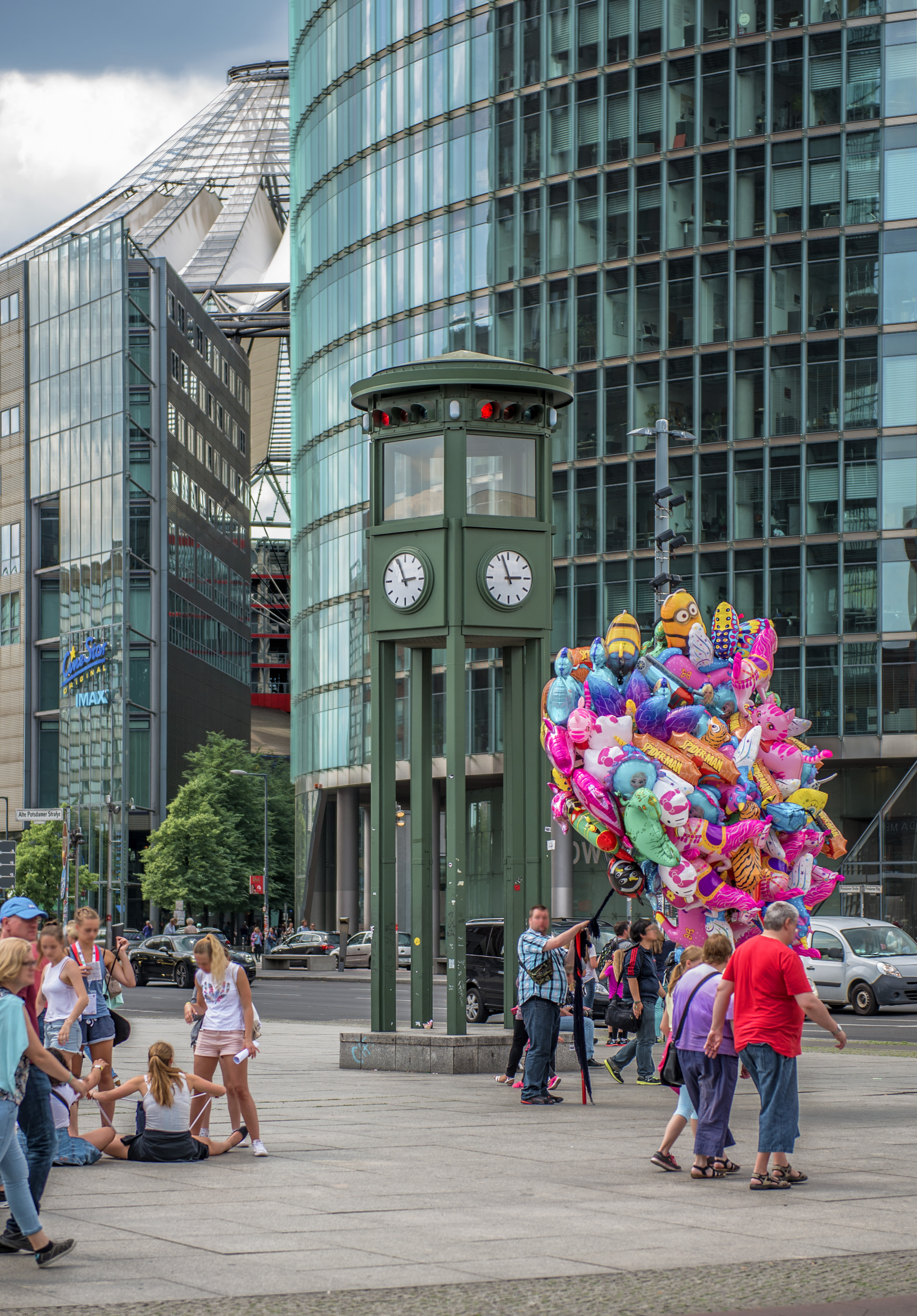
Nachbau des Verkehrsturms (historische Ampel) im 21. Jahrhundert

## Kunst und Skulpturen

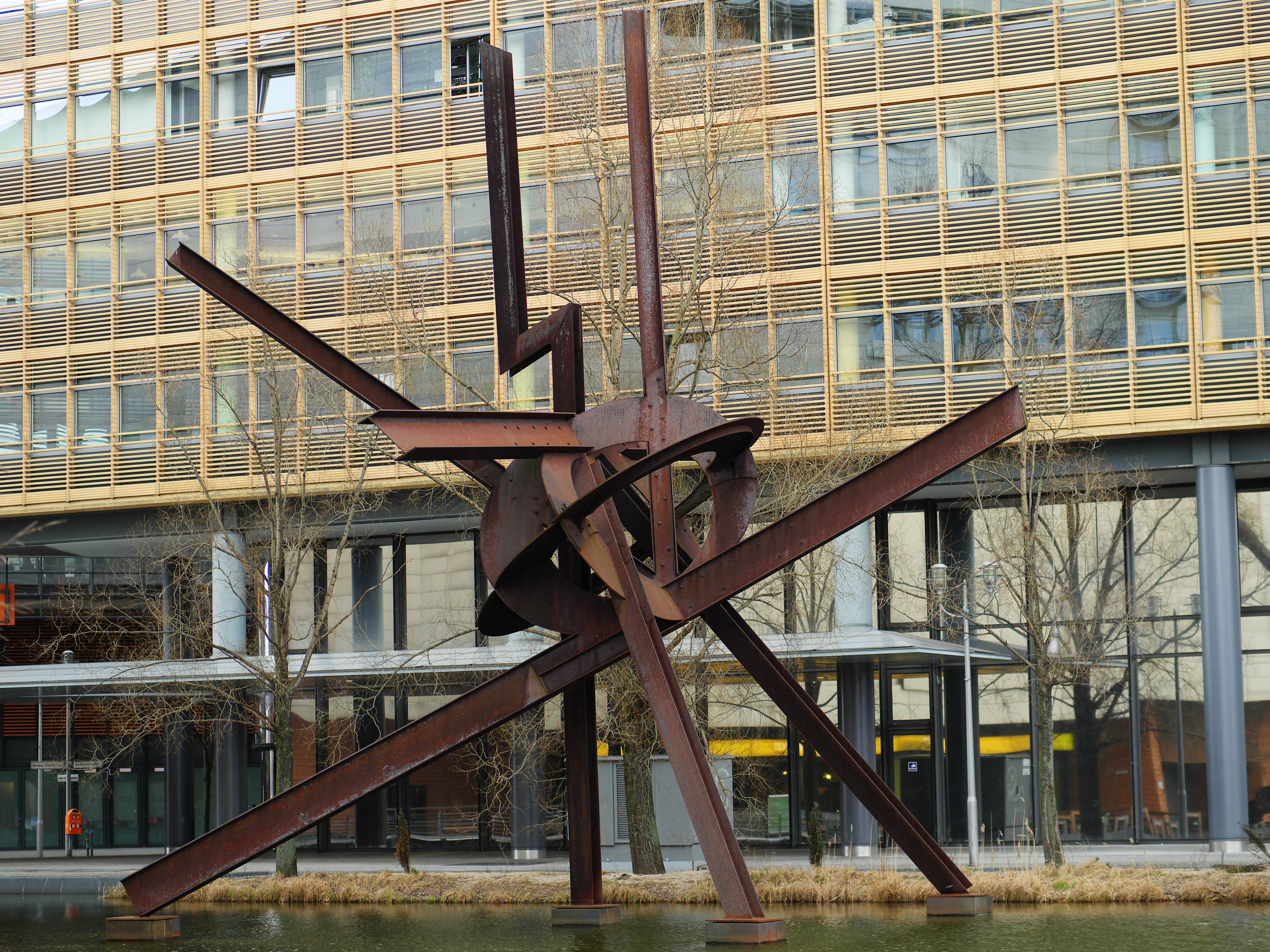
Galileo von Mark di Suvero auf dem Piano-See am Atrium Tower

Im Quartier Potsdamer Platz sind insgesamt acht Skulpturen aus der Sammlung der Daimler AG aufgestellt, die von den jeweiligen Künstlern überwiegend als Auftragswerke gefertigt wurden. Vier befinden sich auf den Flächen im Außenbereich des Areals:
- Keith Haring: Untitled (The Boxers), in der Eichhornstraße
- Mark di Suvero: Galileo, auf dem Piano-See vor dem Atrium Tower
- Robert Rauschenberg: The Riding Bikes, am Fontaneplatz
- Frank Stella: Prinz Friedrich Arthur von Homburg, am Marlene-Dietrich-Platz

Von Anfang 2000 bis Ende 2010 stand am Marlene-Dietrich-Platz die Skulptur Balloon Flower aus der Celebration-Serie von Jeff Koons. Das auffällige blau glänzende Werk, das ein beliebtes Fotomotiv darstellte, wurde im November 2010 über Christie’s New York für 16,9 Millionen US-Dollar veräußert.
An der Fassade des debis-Hauses ist die von weitem erkennbare Skulptur Gelandet von Auke de Vries angebracht.
Seit 2008 befindet sich im nördlichen Eingang des Bahnhofs das Giordano-Bruno-Denkmal von Alexander Polzin.
Nicht zu übersehen sind die Metallstelen in der Mitte der Potsdamer Straße nahe dem Platz auf dem Boulevard der Stars, die im Jahr 2010 begonnen wurden und stetig ergänzt werden. Die Stelen und zugehörige Sterne für den Boden werden von der Firma Fittkau nach Entwurf von ARGE ART+COM & Graft GbR hergestellt.

## Verkehr

### Schienenverkehr
Straßenbahn

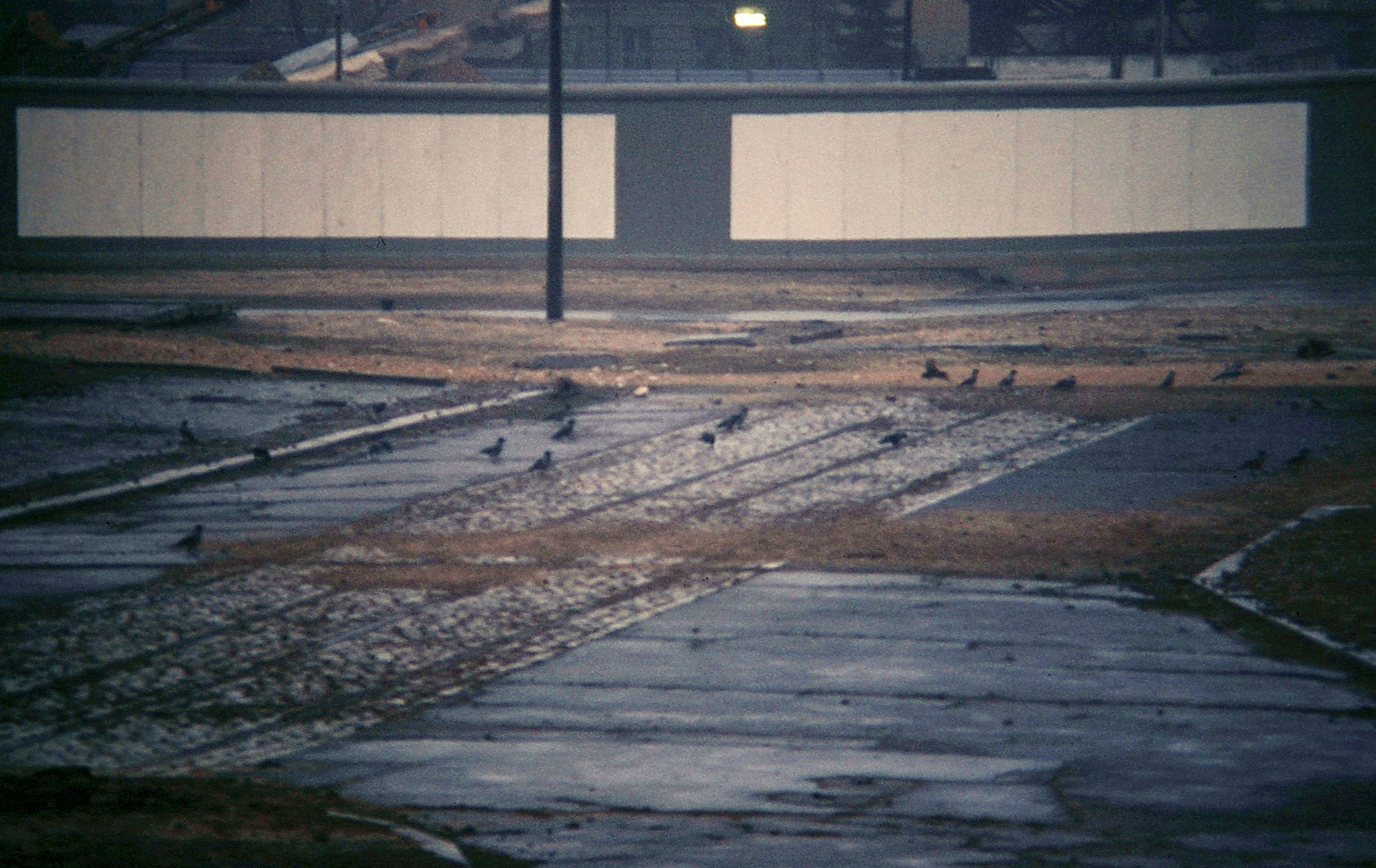
Reste der alten Straßenbahnschienen am Potsdamer Platz, Berlin, 1988

Bis zum Ende des Zweiten Weltkriegs war der Potsdamer Platz ein von vielen Straßenbahnen oberirdisch befahrener Platz. Die letzten Reste der Schienen wurden bei seiner Totalerneuerung beseitigt.
In Planung ist die Verlängerung der Straßenbahn vom Alexanderplatz über den Potsdamer Platz zum Kulturforum, mit möglicher Weiterführung nach Schöneberg. In der Leipziger Straße wurden bis zum Potsdamer Platz bereits in den 1990er Jahren Gleise verlegt, die bei Ausbesserungsarbeiten der Straße mittlerweile teilweise wieder durch Asphalt ersetzt wurden.
Eisenbahn sowie U- und S-Bahn
Anders als beispielsweise der Bahnhof Friedrichstraße ist der Potsdamer Platz kein wirklich bedeutender Umsteigeschnittpunkt für das U- und S-Bahn-System. Allerdings wurde er aufgrund seiner Lage an der Nord-Süd-Trasse zum Hauptbahnhof, parallel zu den oberirdischen Errichtungen, mit einem Tunnelbahnhof dennoch auch an den Regionalverkehr angeschlossen. Aktuell halten am Regionalbahnhof Potsdamer Platz Regionalverkehrszüge der DB und der ODEG, die S-Bahn (Nord-Süd-Tunnel) sowie die U-Bahn-Linie U2. Über zahlreiche Buslinien ist der Platz ebenfalls zu erreichen. Mittelfristig ist eine Straßenbahnanbindung durch die Leipziger Straße geplant, die über die langfristig neugeplante U-Bahn-Linie U3 ergänzt oder gar ersetzt werden kann. In Nord-Süd-Richtung soll langfristig eine weitere S-Bahn-Strecke (Planungsname: S21), vor allem zur besseren ÖPNV-Erschließung des Hauptbahnhofs, gebaut werden. Außerdem soll nach Fertigstellung der Dresdener Bahn der Flughafen-Express am Potsdamer Platz halten. Der geplante Wiederaufbau der Stammbahn soll den Potsdamer Platz wieder mit Potsdam verbinden.

### Motorisierter Individualverkehr (MIV)
Im Wesentlichen vier große Straßen, in West-Ost-Richtung Potsdamer- und Leipziger Straße (Bundesstraße 1) sowie in Nord-Süd-Richtung Ebert- und Stresemannstraße, führen den motorisierten Individualverkehr zum bzw. vom Potsdamer Platz. Kleinere Straßen innerhalb der einzelnen Quartiere sorgen für die Anbindung der unterirdischen Parkhäuser. Darüber hinaus wurde 2006 eine im Tunnel verlaufende Verbindung zwischen der Uferstraße am Landwehrkanal und dem Hauptbahnhof in Betrieb genommen: Der Tunnel Tiergarten Spreebogen bildet hier einen Teilabschnitt der Bundesstraße 96.

### Nicht-motorisierter Individualverkehr
Bei der Neugestaltung des Potsdamer Platzes wurde auch der umweltverträgliche und lärmfreie nicht-motorisierte Individualverkehr berücksichtigt und alle großen Straßen erhielten gut sichtbare Fahrradwege. Bisher fehlt noch der Lückenschluss entlang der Leipziger Straße vom Potsdamer Platz bis zum Alexanderplatz (Stand: 2023).

## Umgebung
Der Bereich des Kulturforums mit einigen der wichtigsten Berliner Museen, darunter die Neue Nationalgalerie und die Gemäldegalerie, grenzt westlich an den Platz. Außerdem befinden sich hier die Berliner Philharmonie, das Ibero-Amerikanische Institut und das Haus Potsdamer Straße der Staatsbibliothek zu Berlin. Der Verlauf der ehemaligen Berliner Mauer wird seit der Fertigstellung des Platzes durch in den Boden eingelassene Pflastersteine – wie an vielen anderen Stellen der ehemaligen Mauer – gekennzeichnet. Östlich des Potsdamer Platzes befindet sich das Oktogon des Leipziger Platzes. Nördlich liegt der Große Tiergarten.
In der näheren Umgebung befinden sich der Martin-Gropius-Bau, das Bundesratsgebäude, ehemals Sitz des Preußischen Herrenhauses und heute des Bundesrates, das Denkmal für die ermordeten Juden Europas (Holocaust-Mahnmal), das Brandenburger Tor, das Musikinstrumenten-Museum sowie die Kunstsammlung Daimler Contemporary im Weinhaus Huth.
Nicht weit entfernt gab es östlich des Leipziger Platzes die beiden Diskotheken Tresor (Leipziger Straße 126–128; bis April 2005) und E-Werk (Wilhelmstraße 43; bis 1997), beides Geburtsstätten des Techno in Deutschland.

## Musik
Der Potsdamer Platz wird in dem Lied Hurra die Welt geht unter von K.I.Z und Henning May erwähnt, ebenso in dem Song Where are we now? von David Bowie. Er wird des Weiteren im Musikvideo zu Dickes B von Seeed gezeigt (1:35 min).

## Filme
- Hubertus Siegert: Berlin Babylon. Beobachtungen des radikalen Umbaus einer Innenstadt mit Architekten, Politikern und Bauherren. S.U.M.O. Film, Deutschland 1996–2001, Farbe, 88 Min., ISBN 3-89848-718-0.
- Im unterirdischen Abschnitt zwischen dem Fernbahnsteig und der Einkaufspassage wurden unter anderem die Büroszenen für den Film Equilibrium gedreht.